# 네모바지 스폰지밥의 에피소드 목록

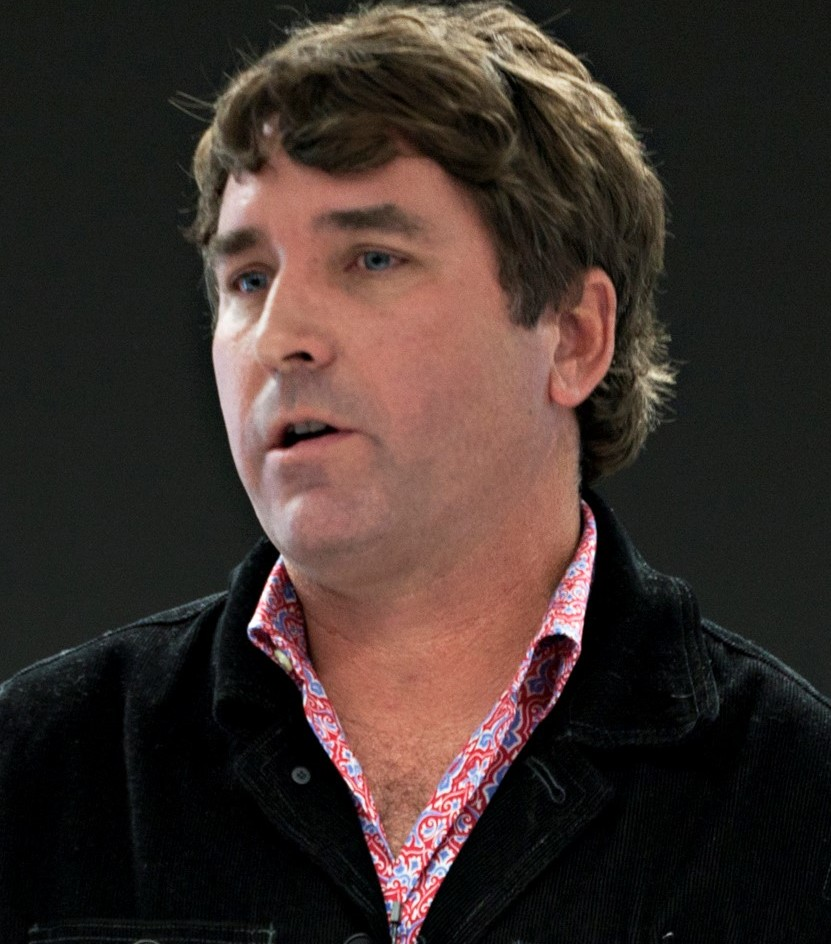
스티븐 힐런버그

네모바지 스폰지밥의 에피소드 목록에서는 이 애니메이션의 에피소드를 목록으로 정리한다.

## 시리즈 개요
| 시즌 | 시즌 | 회수 | 방송 날짜        | 방송 날짜        |
| 시즌 | 시즌 | 회수 | 시즌 시작        | 시즌 종료        |
| ---- | ---- | ---- | ---------------- | ---------------- |
|      | 1    | 20   | 1999년 5월 1일   | 2001년 3월 3일   |
|      | 2    | 20   | 2000년 10월 20일 | 2003년 7월 26일  |
|      | 3    | 20   | 2001년 10월 5일  | 2004년 10월 11일 |
|      | 4    | 20   | 2005년 5월 6일   | 2007년 7월 24일  |
|      | 5    | 20   | 2007년 2월 19일  | 2009년 7월 19일  |
|      | 6    | 26   | 2008년 3월 3일   | 2010년 7월 5일   |
|      | 7    | 26   | 2009년 7월 19일  | 2011년 6월 11일  |
|      | 8    | 26   | 2011년 3월 26일  | 2012년 12월 6일  |
|      | 9    | 26   | 2012년 7월 21일  | 2017년 2월 20일  |
|      | 10   | 11   | 2016년 10월 15일 | 2017년 12월 2일  |
|      | 11   | 26   | 2017년 6월 24일  | 2018년 11월 25일 |
|      | 12   | 26   | 2018년 11월 11일 | 2022년 4월 29일  |
|      | 13   | 26   | 2020년 10월 22일 | 2023년 11월 1일  |
|      | 14   | 13   | 2023년 11월 2일  | 2024년 12월 2일  |
|      | 15   | 13   | 2024년 7월 24일  | 2025년 6월 20일  |
|      | 16   | 13   | 2025년 6월 27일  | 추후 공개        |

## 방영 목록

### 시즌 1
| 회차   | 회차   | 제목                            | 제목                       | 제목                 | 방영일 ()        | 방영일 ()       |
| 전체   | 시즌   | 원제                            | 한국판                     | 한국판               | 방영일 ()        | 방영일 ()       |
| 전체   | 시즌   | 원제                            | EBS판                      | 니켈로디언           | 방영일 ()        | 방영일 ()       |
| 1 - a  | 1 - a  | Help Wanted                     | 직원을 구합니다            | 직원 모집            | 1999년 5월 1일   | 2001년 7월 4일  |
| 1 - b  | 1 - b  | Reef Blower                     | 청소는 힘들어              | 정원! 치워드립니다   | 1999년 5월 1일   | 2001년 7월 4일  |
| 1 - c  | 1 - c  | Tea at the Treedome             | 목숨을 건 데이트           | 새 친구 다람이       | 1999년 5월 1일   | 2001년 7월 4일  |
| 2 - a  | 2 - a  | Bubblestand                     | 비눗방울 놀이              | 보글보글 방울소동    | 1999년 7월 17일  | 2001년 7월 5일  |
| 2 - b  | 2 - b  | Ripped Pants                    | 찢어진 바지                | 찢어진 바지          | 1999년 7월 17일  | 2001년 7월 5일  |
| 3 - a  | 3 - a  | Jellyfishing                    | 해파리 채집                | 해파리 사냥          | 1999년 7월 31일  | 2001년 7월 11일 |
| 3 - b  | 3 - b  | Plankton!                       | 게살버거를 지켜라          | 플랭크톤의 음모      | 1999년 7월 31일  | 2001년 7월 11일 |
| 4 - a  | 4 - a  | Naughty Nautical Neighbors      | 깨어진 우정                | 내 이웃은 장난꾸러기 | 1999년 8월 7일   | 2001년 7월 12일 |
| 4 - b  | 4 - b  | Boating School                  | 운전면허 시험              | 면허시험             | 1999년 8월 7일   | 2001년 7월 12일 |
| 5 - a  | 5 - a  | Pizza Delivery                  | 피자 배달                  | 피자 시키신 분?      | 1999년 8월 14일  | 2001년 7월 18일 |
| 5 - b  | 5 - b  | Home Sweet Pineapple            | 파인애플 집이여, 안녕      | 내 집이 최고야!      | 1999년 8월 14일  | 2001년 7월 18일 |
| 6 - a  | 6 - a  | Mermaid Man and Barnacle Boy    | 인어맨과 조개 청년         | 인어맨과 조개소년    | 1999년 8월 21일  | 2001년 7월 19일 |
| 6 - b  | 6 - b  | Pickles                         | 피클 결투                  | 피클이 빠졌어!       | 1999년 8월 21일  | 2001년 7월 19일 |
| 7 - a  | 7 - a  | Hall Monitor                    | 일일 경찰관                | 당번 대소동          | 1999년 8월 28일  | 2001년 7월 25일 |
| 7 - b  | 7 - b  | Jellyfish Jam                   | 해파리와 춤을              | 해파리와 파티를!     | 1999년 8월 28일  | 2001년 7월 25일 |
| 8 - a  | 8 - a  | Sandy's Rocket                  | 우주 여행                  | 다람이의 로켓        | 1999년 9월 17일  | 2001년 7월 26일 |
| 8 - b  | 8 - b  | Squeaky Boots                   | 소리나는 장화              | 삐걱대는 장화        | 1999년 9월 17일  | 2001년 7월 26일 |
| 9 - a  | 9 - a  | Nature Pants                    | 파리파리 해파리송          | 나 돌아갈래~         | 1999년 9월 11일  | 2001년 8월 1일  |
| 9 - b  | 9 - b  | Opposite Day                    | 반대로 날                  | 반대로 하는 날       | 1999년 9월 11일  | 2001년 8월 1일  |
| 10 - a | 10 - a | Culture Shock                   | 재능 발표회                | 스타탄생             | 1999년 9월 18일  | 2001년 8월 2일  |
| 10 - b | 10 - b | F.U.N.                          | 친구가 된 플랑크톤         | F.U.N = 재미         | 1999년 9월 18일  | 2001년 8월 2일  |
| 11 - a | 11 - a | MuscleBob BuffPants             | 울퉁불퉁 근육송            | 울퉁불퉁 스폰지밥    | 1999년 10월 2일  | 2001년 8월 8일  |
| 11 - b | 11 - b | Squidward the Unfriendly Ghost  | 귀신이 된 깐깐징어         | 유령이 된 징징이     | 1999년 10월 2일  | 2001년 8월 8일  |
| 12 - a | 12 - a | The Chaperone                   | 엉망진창 춤파티            | 최고의 파트너        | 2000년 3월 8일   | 2001년 8월 9일  |
| 12 - b | 12 - b | Employee of the Month           | 이 달의 직원               | 이 달의 우수직원     | 2000년 3월 8일   | 2001년 8월 9일  |
| 13 - a | 13 - a | Scaredy Pants                   | 무시무시한 겁쟁이          | 부들부들 스폰지밥    | 1999년 10월 28일 | 2001년 8월 15일 |
| 13 - b | 13 - b | I Was a Teenage Gary            | 달퐁이, 달퐁이송, 달퐁징어 | 달팽이 삼총사        | 1999년 10월 28일 | 2001년 8월 15일 |
| 14 - a | 14 - a | SB-129                          | 조용히 살고 싶어!          | 징징이의 시간여행    | 1999년 12월 31일 | 2001년 8월 16일 |
| 14 - b | 14 - b | Karate Choppers                 | 우리는 태권도 동지         | 내 사랑 태권도       | 1999년 12월 31일 | 2001년 8월 16일 |
| 15 - a | 15 - a | Sleepy Time                     | 꿈속의 스펀지 송           | 꿈나라 여행          | 2000년 1월 17일  | 2001년 8월 22일 |
| 15 - b | 15 - b | Suds                            | 뽀글병                     | 비실비실 스폰지밥    | 2000년 1월 17일  | 2001년 8월 22일 |
| 16 - a | 16 - a | Valentine's Day                 | 발렌타인 데이              | 발렌타인 데이        | 2000년 2월 14일  | 2001년 8월 23일 |
| 16 - b | 16 - b | The Paper                       | 껌종이                     | 종이에 홀린 징징이   | 2000년 2월 14일  | 2001년 8월 23일 |
| 17 - a | 17 - a | Arrgh!                          | 보물 찾기                  | 보물을 찾아라        | 2000년 3월 15일  | 2001년 8월 29일 |
| 17 - b | 17 - b | Rock Bottom                     | 메롱시                     | 이웃마을 메롱시티    | 2000년 3월 15일  | 2001년 8월 29일 |
| 18 - a | 18 - a | Texas                           | 가지 마, 파다              | 내 고향 텍사스       | 2000년 3월 22일  | 2001년 8월 30일 |
| 18 - b | 18 - b | Walking Small                   | 악당이 된 스펀지 송        | 불량배 수업          | 2000년 3월 22일  | 2001년 8월 30일 |
| 19 - a | 19 - a | Fools in April                  | 만우절                     | 유쾌한 만우절        | 2000년 4월 1일   | 2001년 9월 5일  |
| 19 - b | 19 - b | Neptune's Spatula               | 바다신과의 대결            | 용왕 대 스폰지밥     | 2000년 4월 1일   | 2001년 9월 5일  |
| 20 - a | 20 - a | Hooky                           | 갈고리                     | 낚시바늘은 무서워!   | 2001년 2월 23일  | 2001년 9월 6일  |
| 20 - b | 20 - b | Mermaid Man and Barnacle Boy II | 인어맨과 조개 청년 2       | 인어맨과 조개소년 2  | 2001년 3월 3일   | 2001년 9월 6일  |

### 시즌 2
| 회차   | 회차   | 제목                             | 제목                   | 제목                          | 방영일 ()        | 방영일 ()        |
| 전체   | 시즌   | 원제                             | 한국판                 | 한국판                        | 방영일 ()        | 방영일 ()        |
| 전체   | 시즌   | 원제                             | EBS판                  | 니켈로디언                    | 방영일 ()        | 방영일 ()        |
| 21 - a | 1 - a  | Your Shoe's Untied               | 신발 끈 매기           | 신발끈을 묶어라!              | 2001년 1월 20일  | 2001년 9월 12일  |
| 21 - b | 1 - b  | Squid's Day Off                  | 깐깐징어 놀던 날       | 징징이의 휴일                 | 2001년 1월 20일  | 2001년 9월 12일  |
| 22 - a | 2 - a  | Something Smells                 | 공포의 양파 냄새       | 못생김 + 입냄새 = 스폰지밥    | 2000년 10월 26일 | 2001년 9월 13일  |
| 22 - b | 2 - b  | Bossy Boots                      | 무서운 신입 사원       | 진주, 넌 해고야!              | 2000년 10월 26일 | 2001년 9월 13일  |
| 23 - a | 3 - a  | Big Pink Loser                   | 나도 상 받고 싶어!     | 스폰지밥 따라하기             | 2001년 2월 3일   | 2001년 9월 19일  |
| 23 - b | 3 - b  | Bubble Buddy                     | 비누 방울 친구         | 방울친구                      | 2001년 2월 3일   | 2001년 9월 19일  |
| 24 - a | 4 - a  | Dying for Pie                    | 폭탄 파이              | 폭탄파이                      | 2001년 1월 27일  | 2001년 9월 20일  |
| 24 - b | 4 - b  | Imitation Krabs                  | 두 명의 게걸 사장      | 가짜를 찾아라!                | 2001년 1월 27일  | 2001년 9월 20일  |
| 25 - a | 5 - a  | Wormy                            | 나비 소동              | 나비야! 나비야!               | 2001년 2월 17일  | 2001년 9월 26일  |
| 25 - b | 5 - b  | Patty Hype                       | 멋져 버거              | 이쁜이 버거                   | 2001년 2월 17일  | 2001년 9월 26일  |
| 26 - a | 6 - a  | Grandma's Kisses                 | 할머니의 뽀뽀          | 할머니의 뽀뽀                 | 2001년 5월 5일   | 2001년 9월 27일  |
| 26 - b | 6 - b  | Squidville                       | 징어 마을              | 이사 간 징징이                | 2001년 5월 5일   | 2001년 9월 27일  |
| 27 - a | 7 - a  | Prehibernation Week              | 겨울잠 자기 전…        | 다람이의 겨울잠               | 2001년 5월 12일  | 2001년 10월 3일  |
| 27 - b | 7 - b  | Life of Crime                    | 도망자                 | 죄짓곤 못살아!                | 2001년 5월 12일  | 2001년 10월 3일  |
| 28     | 8      | Christmas Who?                   | 첫 번째 크리스마스     | 바닷속의 크리스마스           | 2000년 12월 7일  | 2001년 11월 15일 |
| 29 - a | 9 - a  | Survival of the Idiots           | 바보들의 겨울나기      | 바보들의 겨울나기             | 2001년 8월 31일  | 2001년 10월 4일  |
| 29 - b | 9 - b  | Dumped                           | 버림받은 스펀지 송     | 내사랑 핑핑이                 | 2001년 8월 31일  | 2001년 10월 4일  |
| 30 - a | 10 - a | No Free Rides                    | 스펀지 송, 면허를 따다 | 면허를 돌려다오               | 2001년 4월 14일  | 2001년 10월 10일 |
| 30 - b | 10 - b | I'm Your Biggest Fanatic         | 나는 해파리 광!        | 프로 사냥꾼                   | 2001년 4월 14일  | 2001년 10월 10일 |
| 31 - a | 11 - a | Mermaid Man and Barnacle Boy III | 인어맨과 조개 청년 3   | 인어맨과 조개소년 3           | 2001년 9월 14일  | 2001년 10월 11일 |
| 31 - b | 11 - b | Squirrel Jokes                   | 우정과 인기            | 다람이의 복수                 | 2001년 9월 14일  | 2001년 10월 11일 |
| 32 - a | 12 - a | Pressure                         | 육지 동물 대 바다 동물 | 육지 이겨라! 바다 이겨라!     | 2001년 5월 19일  | 2001년 10월 17일 |
| 32 - b | 12 - b | The Smoking Peanut               | 범인은 누구?           | 범인은 누구?                  | 2001년 5월 19일  | 2001년 10월 17일 |
| 33 - a | 13 - a | Shanghaied                       | 세 가지 소원           | 도깨비 수업                   | 2001년 3월 9일   | 2001년 11월 14일 |
| 33 - b | 13 - b | Gary Takes a Bath                | 달퐁이 목욕하던 날     | 목욕하는 날!                  | 2003년 7월 26일  | 2001년 11월 14일 |
| 34 - a | 14 - a | Welcome to the Chum Bucket       | “양동이 속 버거”로     | 플랭크톤 사장님               | 2002년 1월 21일  | 2001년 10월 18일 |
| 34 - b | 14 - b | Frankendoodle                    | 마술연필               | 마술연필                      | 2002년 1월 21일  | 2001년 10월 18일 |
| 35 - a | 15 - a | The Secret Box                   | 비밀 상자              | 비밀상자                      | 2001년 9월 7일   | 2001년 10월 24일 |
| 35 - b | 15 - b | Band Geeks                       | 깐깐징어 악단          | 괴짜악단                      | 2001년 9월 7일   | 2001년 10월 24일 |
| 36 - a | 16 - a | Graveyard Shift                  | 한 밤의 버거 천국 호   | 검은 옷의 살인마              | 2002년 9월 6일   | 2001년 10월 31일 |
| 36 - b | 16 - b | Krusty Love                      | 사랑에 빠진 사장님     | 돈이냐? 사랑이냐?             | 2002년 9월 6일   | 2001년 10월 31일 |
| 37 - a | 17 - a | Procrastination                  | 숙제                   | 숙제는 싫어!                  | 2001년 10월 19일 | 2001년 11월 1일  |
| 37 - b | 17 - b | I'm with Stupid                  | 바보들의 합창          | 바보들의 행진                 | 2001년 10월 19일 | 2001년 11월 1일  |
| 38 - a | 18 - a | Sailor Mouth                     | 고운 말을 씁시다       | 고운 말을 씁시다              | 2001년 9월 21일  | 2001년 10월 25일 |
| 38 - b | 18 - b | Artist Unknown                   | 예술이란...            | 예술은 힘들어                 | 2001년 9월 21일  | 2001년 10월 25일 |
| 39 - a | 19 - a | Jellyfish Hunter                 | 해파리 잡이            | 해파리는 내친구               | 2001년 9월 28일  | 2001년 11월 7일  |
| 39 - b | 19 - b | The Fry Cook Games               | 햄버거 요리사 대회     | 요리왕 올림픽                 | 2001년 9월 28일  | 2001년 11월 7일  |
| 40 - a | 20 - a | Squid on Strike                  | 파업                   | 집게리아 파업소동             | 2001년 10월 12일 | 2001년 11월 8일  |
| 40 - b | 20 - b | Sandy, SpongeBob, and the Worm   | 북극 황소 지렁이       | 다람이, 스폰지밥, 그리고 벌레 | 2001년 10월 12일 | 2001년 11월 8일  |

### 시즌 3
| 회차   | 회차   | 제목                            | 제목                             | 제목                      | 방영일 ()       | 방영일 ()        |
| 전체   | 시즌   | 원제                            | 한국판                           | 한국판                    | 방영일 ()       | 방영일 ()        |
| 전체   | 시즌   | 원제                            | EBS판                            | 니켈로디언                | 방영일 ()       | 방영일 ()        |
| 41 - a | 1 - a  | The Algae's Always Greener      | 게걸사장이 된 플랑크톤           | 인생 대역전               | 2002년 3월 22일 | 2002년 8월 26일  |
| 41 - b | 1 - b  | SpongeGuard on Duty             | 구조대원, 스펀지 송              | 구조대원 스폰지밥         | 2002년 3월 22일 | 2002년 8월 26일  |
| 42 - a | 2 - a  | Club SpongeBob                  | 마법의 소라                      | 마법의 소라고동           | 2002년 7월 12일 | 2002년 8월 27일  |
| 42 - b | 2 - b  | My Pretty Seahorse              | 나의 사랑, 나의 해마             | 해마야 사랑해!            | 2002년 7월 12일 | 2002년 8월 27일  |
| 43 - a | 3 - a  | Just One Bite                   | 한 입만 먹어봐!                  | 제발 한 입만!             | 2001년 10월 5일 | 2002년 9월 2일   |
| 43 - b | 3 - b  | The Bully                       | 무법자                           | 폭력은 안 돼요!           | 2001년 10월 5일 | 2002년 9월 2일   |
| 44 - a | 4 - a  | Nasty Patty                     | -                                | 괴상망칙 냄새버거         | 2002년 3월 1일  | 2004년 12월 9일  |
| 44 - b | 4 - b  | Idiot Box                       | 바보상자                         | 바보상자                  | 2002년 3월 1일  | 2002년 9월 3일   |
| 45 - a | 5 - a  | Mermaid Man and Barnacle Boy IV | -                                | 인어맨과 조개소년 4       | 2002년 1월 21일 | 2004년 12월 12일 |
| 45 - b | 5 - b  | Doing Time                      | 빵빵부인의 악몽                  | 퐁퐁부인의 악몽           | 2002년 1월 21일 | 2002년 9월 3일   |
| 46 - a | 6 - a  | Snowball Effect                 | 눈싸움                           | 눈싸움 대작전             | 2002년 2월 22일 | 2002년 9월 9일   |
| 46 - b | 6 - b  | One Krab's Trash                | 깡통모자                         | 중고품 소동               | 2002년 2월 22일 | 2002년 9월 9일   |
| 47 - a | 7 - a  | As Seen on TV                   | 착각                             | 나는 스타야!              | 2002년 3월 8일  | 2002년 9월 10일  |
| 47 - b | 7 - b  | Can You Spare a Dime?           | 깐깐징어 기 살리기               | 실업자 징징이             | 2002년 3월 8일  | 2002년 9월 10일  |
| 48 - a | 8 - a  | No Weenies Allowed              | 나도 들어가고 싶어!              | 겁쟁이 출입금지           | 2002년 3월 15일 | 2002년 9월 16일  |
| 48 - b | 8 - b  | Squilliam Returns               | 돌아온 징휘징어                  | 징징이 사장되다           | 2002년 3월 15일 | 2002년 9월 16일  |
| 49 - a | 9 - a  | Krab Borg                       | 사장님이 로봇?                   | 로봇 집게                 | 2002년 3월 29일 | 2002년 9월 17일  |
| 49 - b | 9 - b  | Rock-a-Bye Bivalve              | 엄마 아빠 되기                   | 두 남자와 아기 바구니     | 2002년 3월 29일 | 2002년 9월 17일  |
| 50 - a | 10 - a | Wet Painters                    | 지워지지 않는 페인트             | 페인트 소동               | 2002년 5월 10일 | 2002년 9월 23일  |
| 50 - b | 10 - b | Krusty Krab Training Video      | 직원만 보세요                    | 직원교육용 비디오         | 2002년 5월 10일 | 2002년 9월 23일  |
| 51     | 11     | Party Pooper Pants              | 스펀지 송의 파티                 | 스폰지밥 파티파티         | 2002년 5월 17일 | 2002년 9월 24일  |
| 52 - a | 12 - a | Chocolate with Nuts             | 초콜릿 장사                      | 부자 될래요!              | 2002년 6월 1일  | 2002년 9월 30일  |
| 52 - b | 12 - b | Mermaid Man and Barnacle Boy V  | 악당이 된 조개청년               | 인어맨과 조개소년 5       | 2002년 6월 1일  | 2002년 9월 30일  |
| 53 - a | 13 - a | New Student Starfish            | 별가와 공부를...                 | 우리는 모범생!            | 2002년 9월 20일 | 2002년 10월 1일  |
| 53 - b | 13 - b | Clams                           | 조개잡이 여행                    | 조개                      | 2002년 9월 20일 | 2002년 10월 1일  |
| 54     | 14     | Ugh                             | 옛날 옛적 스펀지송이…            | 쥬라기 스폰지밥           | 2004년 3월 5일  | 2002년 10월 28일 |
| 55 - a | 15 - a | The Great Snail Race            | 달팽이 시합                      | 달려, 핑핑아!             | 2003년 1월 24일 | 2002년 10월 7일  |
| 55 - b | 15 - b | Mid-Life Crustacean             | 젊어지고 싶어                    | 청춘을 돌려다오           | 2003년 1월 24일 | 2002년 10월 7일  |
| 56 - a | 16 - a | Born Again Krabs                | 딴 사람이 된 게걸사장            | 집게사장 재탄생!          | 2003년 10월 4일 | 2002년 10월 8일  |
| 56 - b | 16 - b | I Had an Accident               | 집 밖은 싫어!                    | 자나깨나 몸조심           | 2003년 10월 4일 | 2002년 10월 8일  |
| 57 - a | 17 - a | Krabby Land                     | 버거 천국 동산                   | 집게랜드                  | 2004년 4월 3일  | 2002년 10월 14일 |
| 57 - b | 17 - b | The Camping Episode             | 캠핑                             | 캠핑은 즐거워!            | 2004년 4월 3일  | 2002년 10월 14일 |
| 58 - a | 18 - a | Missing Identity                | 사라진 이름표                    | 잃어버린 이름을 찾아서... | 2004년 1월 19일 | 2002년 10월 15일 |
| 58 - b | 18 - b | Plankton's Army                 | 플랑크톤의 침입                  | 플랭크톤 군단             | 2004년 1월 19일 | 2002년 10월 15일 |
| 59     | 19     | The Sponge Who Could Fly        | 없어진 이야기 <날고 싶은 스펀지> | 스폰지밥, 날다!           | 2003년 3월 21일 | 2002년 10월 29일 |
| 60 - a | 60 - a | SpongeBob Meets the Strangler   | 무서운 경호원                    | 보디가드 구합니다!        | 2004년 6월 14일 | 2002년 10월 21일 |
| 60 - b | 60 - b | Pranks a Lot                    | 귀신 소동                        | 투명인간 소동             | 2004년 6월 14일 | 2002년 10월 21일 |

### 시즌 4
| 회차   | 회차   | 제목                                              | 제목                                   | 제목              | 방영일 ()        | 방영일 ()       |
| 전체   | 시즌   | 원제                                              | 한국판                                 | 한국판            | 방영일 ()        | 방영일 ()       |
| 전체   | 시즌   | 원제                                              | EBS판                                  | 니켈로디언        | 방영일 ()        | 방영일 ()       |
| 61 - a | 1 - a  | Fear of a Krabby Patty                            | 게살 버거 공포증                       | 공포의 게살버거   | 2005년 5월 6일   | 2006년 6월 13일 |
| 61 - b | 1 - b  | Shell of a Man                                    | 게걸 속의 스펀지 송                    | 진정한 용기       | 2005년 5월 6일   | 2006년 6월 13일 |
| 62 - a | 2 - a  | The Lost Mattress                                 | 침대 속의 비밀                         | 매트리스를 찾아라 | 2005년 5월 13일  | 2006년 6월 14일 |
| 62 - b | 2 - b  | Krabs vs. Plankton                                | 조심! 미끄러움!                        | 집게 소송 사건    | 2005년 5월 13일  | 2006년 6월 14일 |
| 63     | 3      | Have You Seen This Snail?                         | 달퐁이 보신 분?                        | 핑핑이의 가출     | 2005년 11월 11일 | 2006년 6월 15일 |
| 64 - a | 4 - a  | Skill Crane                                       | 인형 뽑기                              | 인형을 뽑는 방법  | 2005년 5월 20일  | 2006년 6월 16일 |
| 64 - b | 4 - b  | Good Neighbors                                    | 좋은 이웃                              | 이웃 사촌         | 2005년 5월 20일  | 2006년 6월 16일 |
| 65 - a | 5 - a  | Selling Out                                       | 월요일엔 게살 버거를                   | 집게리아의 변신   | 2005년 9월 23일  | 2006년 6월 19일 |
| 65 - b | 5 - b  | Funny Pants                                       | 따하하하!                              | 웃음보따리        | 2005년 9월 30일  | 2006년 6월 19일 |
| 66     | 6      | Dunces and Dragons                                | 게걸대왕, 스펀지 경, 그리고 플랑크법사 | 진주를 구하라     | 2006년 2월 20일  | 2006년 6월 20일 |
| 67 - a | 7 - a  | Enemy In-Law                                      | 사랑합니다, 부인!                      | 엄마의 애인       | 2005년 10월 14일 | 2006년 6월 21일 |
| 67 - b | 7 - b  | Mermaid Man & Barnacle Boy VI: The Motion Picture | 영화, 인어맨과 조개 청년               | 돌아온 영웅들     | 2005년 10월 7일  | 2006년 6월 21일 |
| 68 - a | 8 - a  | Patrick SmartPants                                | 천재가 된 별가                         | 뚱이는 똑똑해     | 2005년 10월 21일 | 2006년 6월 22일 |
| 68 - b | 8 - b  | SquidBob TentaclePants                            | 스펀징어 깐깐송                        | 우리는 하나?      | 2005년 11월 4일  | 2006년 6월 22일 |
| 69 - a | 9 - a  | Krusty Towers                                     | 버거 천국 호텔                         | 집게리아 호텔     | 2006년 4월 1일   | 2006년 6월 23일 |
| 69 - b | 9 - b  | Mrs. Puff, You're Fired                           | 지옥의 운전면허학원                    | 보트 운전면허     | 2006년 4월 1일   | 2006년 6월 23일 |
| 70 - a | 10 - a | Chimps Ahoy                                       | 최고의 발명품                          | 최고의 발명품     | 2006년 5월 5일   | 2006년 6월 26일 |
| 70 - b | 10 - b | Ghost Host                                        | 유령 손님                              | 유령과의 동거     | 2006년 5월 5일   | 2006년 6월 26일 |
| 71 - a | 11 - a | Whale of a Birthday                               | 생일 선물                              | 진주의 생일       | 2006년 5월 12일  | 2007년 7월 31일 |
| 71 - b | 11 - b | Karate Island                                     | 무술의 섬                              | 무술의 제왕       | 2006년 5월 12일  | 2007년 7월 31일 |
| 72 - a | 12 - a | All That Glitters                                 | 진정한 뒤지개                          | 오래 된 친구      | 2006년 6월 2일   | 2007년 8월 1일  |
| 72 - b | 12 - b | Wishing You Well                                  | 마법의 우물                            | 소원의 우물       | 2006년 6월 2일   | 2007년 8월 1일  |
| 73 - a | 13 - a | New Leaf                                          | 양동이 속 선물                         | 속임수            | 2006년 9월 22일  | 2007년 8월 2일  |
| 73 - b | 13 - b | Once Bitten                                       | 껍질 속의 공포                         | 미친 달팽이       | 2006년 9월 29일  | 2007년 8월 2일  |
| 74 - a | 14 - a | Bummer Vacation                                   | 공포의 휴가                            | 지겨운 휴가       | 2006년 10월 13일 | 2007년 8월 3일  |
| 74 - b | 14 - b | Wigstruck                                         | 가발 소동                              | 가발 소동         | 2006년 11월 17일 | 2007년 8월 3일  |
| 75 - a | 15 - a | Squidtastic Voyage                                | 깐깐징어 탐험                          | 신기한 여행       | 2006년 10월 6일  | 2007년 8월 4일  |
| 75 - b | 15 - b | That's No Lady                                    | 버거 천국 호의 예쁜이                  | 여자가 아니야     | 2006년 11월 25일 | 2007년 8월 4일  |
| 76 - a | 16 - a | The Thing                                         | 냄새나                                 | 무엇일까요?       | 2007년 1월 15일  | 2007년 8월 7일  |
| 76 - b | 16 - b | Hocus Pocus                                       | 수리수리 네모수리                      | 마법사 스폰지밥   | 2007년 1월 15일  | 2007년 8월 7일  |
| 77 - a | 17 - a | Driven to Tears                                   | 행운의 사나이                          | 우정과 자존심     | 2007년 2월 19일  | 2007년 8월 8일  |
| 77 - b | 17 - b | Rule of Dumb                                      | 별가 대왕                              | 명령을 따르라     | 2007년 2월 19일  | 2007년 8월 8일  |
| 78 - a | 18 - a | Born to Be Wild                                   | 비키니 시의 겁나는 녀석들              | 독사와 신사       | 2007년 3월 31일  | 2007년 8월 9일  |
| 78 - b | 18 - b | Best Frenemies                                    | 다시마 주스                            | 오늘만 동지       | 2007년 3월 31일  | 2007년 8월 9일  |
| 79 - a | 19 - a | The Pink Purloiner                                | 사라진 단짝                            | 사라진 해파리채   | 2007년 2월 19일  | 2007년 8월 10일 |
| 79 - b | 19 - b | Squid Wood                                        | 깔깔징어                               | 미니 징징이       | 2007년 7월 24일  | 2007년 8월 10일 |
| 80 - a | 20 - a | Best Day Ever                                     | 최고의 날                              | 생애 최고의 날    | 2006년 11월 10일 | 2007년 8월 11일 |
| 80 - b | 20 - b | The Gift of Gum                                   | 무서운 선물                            | 껌 뭉치           | 2007년 2월 19일  | 2007년 8월 11일 |

### 시즌 5
| 회차    | 회차   | 제목                             | 제목                   | 제목                    | 방영일 ()        | 방영일 ()       |
| 전체    | 시즌   | 원제                             | 한국판                 | 한국판                  | 방영일 ()        | 방영일 ()       |
| 전체    | 시즌   | 원제                             | EBS판                  | 니켈로디언              | 방영일 ()        | 방영일 ()       |
| 81      | 1      | Friend or Foe                    | 친구와 원수사이에서    | 예전엔 친구였네         | 2007년 4월 13일  | 2007년 8월 14일 |
| 82 - a  | 2 - a  | The Original Fry Cook            | 원조 햄버거 요리사     | 평범한 요리사           | 2007년 7월 30일  | 2007년 8월 15일 |
| 82 - b  | 2 - b  | Night Light                      | 한밤의 소동            | 어둠은 무서워           | 2007년 7월 30일  | 2007년 8월 15일 |
| 83 - a  | 3 - a  | Rise and Shine                   | 아침 풍경              | 뚱이의 아침             | 2007년 2월 19일  | 2007년 8월 16일 |
| 83 - b  | 3 - b  | Waiting                          | 어떤 기다림            | 기다림은 지겨워         | 2007년 2월 19일  | 2007년 8월 16일 |
| 83 - c  | 3 - c  | Fungus Among Us                  | 곰팡이 병              | 곰팡이는 싫어           | 2007년 9월 29일  | 2007년 8월 16일 |
| 84 - a  | 4 - a  | Spy Buddies                      | 뒤죽박죽 첩보작전      | 스파이 대작전           | 2007년 7월 23일  | 2007년 8월 17일 |
| 84 - b  | 4 - b  | Boat Smarts                      | 지혜로운 운전자를 위해 | 모범 운전자             | 2007년 7월 23일  | 2007년 8월 17일 |
| 84 - c  | 4 - c  | Good Ol' Whatshisname            | 이름 외우기            | 내 이름은 '알아서 뭐해' | 2007년 7월 23일  | 2007년 8월 17일 |
| 85 - a  | 5 - a  | New Digs                         | 버거 천국 호는 나의 집 | 집게리아는 나의 집      | 2007년 7월 25일  | 2007년 8월 18일 |
| 85 - b  | 5 - b  | Krabs à la Mode                  | 얼음 천국 호           | 뭘 해도 성공이야!       | 2007년 7월 25일  | 2007년 8월 18일 |
| 86 - a  | 6 - a  | Roller Cowards                   | 놀이동산의 두 겁쟁이   | 놀이기구는 무서워       | 2007년 7월 27일  | 2007년 8월 21일 |
| 86 - b  | 6 - b  | Bucket Sweet Bucket              | 양동이 속 버거 천국 호 | 가게가 바뀌었어요!      | 2007년 7월 27일  | 2007년 8월 21일 |
| 87 - a  | 7 - a  | To Love a Patty                  | 사랑에 빠진 스펀지 송  | 사랑해요, 게살버거      | 2007년 7월 26일  | 2007년 8월 22일 |
| 87 - b  | 7 - b  | Breath of Fresh Squidward        | 전기 충격              | 징징이가 달라졌어요!    | 2007년 7월 26일  | 2007년 8월 22일 |
| 88 - a  | 8 - a  | Money Talks                      | 돈의 속삭임            | 돈이 최고야             | 2007년 7월 31일  | 2007년 8월 23일 |
| 88 - b  | 8 - b  | SpongeBob vs. the Patty Gadget   | 진정한 최고            | 기계와의 대결           | 2007년 7월 31일  | 2007년 8월 23일 |
| 88 - c  | 8 - c  | Slimy Dancing                    | 춤의 왕                | 신나게 춤춰요!          | 2007년 7월 31일  | 2007년 8월 23일 |
| 89 - a  | 9 - a  | The Krusty Sponge                | 스펀지 천국            | 여기는 스폰지리아       | 2007년 7월 24일  | 2007년 8월 24일 |
| 89 - b  | 9 - b  | Sing a Song of Patrick           | 별가의 노래            | 뚱이의 노래             | 2007년 2월 19일  | 2007년 8월 24일 |
| 90 - a  | 10 - a | A Flea in Her Dome               | 벼룩                   | 벼룩의 습격             | 2007년 8월 1일   | 2007년 8월 25일 |
| 90 - b  | 10 - b | The Donut of Shame               | 도넛                   | 도넛이 먹고 싶어        | 2007년 8월 1일   | 2007년 8월 25일 |
| 90 - c  | 10 - c | The Krusty Plate                 | 얼룩과의 전쟁          | 접시 닦기 소동          | 2007년 8월 1일   | 2007년 8월 25일 |
| 91 - a  | 11 - a | Goo Goo Gas                      | -                      | 베이비 가스             | 2009년 7월 19일  | 2009년 8월 17일 |
| 91 - b  | 11 - b | Le Big Switch                    | -                      | 요리사를 바꿔라         | 2007년 9월 29일  | 2009년 8월 18일 |
| 92      | 12     | Atlantis SquarePantis            | -                      | 스폰지밥의 아틀란티스   | 2007년 11월 12일 | 2008년 10월 3일 |
| 93 - a  | 13 - a | Picture Day                      | -                      | 사진 찍는 날            | 2007년 8월 2일   | 2009년 2월 1일  |
| 93 - b  | 13 - b | Pat No Pay                       | -                      | 돈 안 내고 햄버거 먹기  | 2007년 8월 2일   | 2009년 2월 1일  |
| 93 - c  | 13 - c | BlackJack                        | -                      | 사촌, 블랙잭            | 2007년 8월 2일   | 2009년 2월 1일  |
| 94 - a  | 14 - a | Blackened Sponge                 | -                      | 멍든 스폰지밥           | 2007년 8월 3일   | 2009년 4월 10일 |
| 94 - b  | 14 - b | Mermaid Man vs. SpongeBob        | -                      | 광고의 힘               | 2007년 8월 3일   | 2009년 5월 5일  |
| 95 - a  | 15 - a | The Inmates of Summer            | -                      | 여름 캠프 소동          | 2007년 11월 23일 | 2009년 6월 5일  |
| 95 - b  | 15 - b | To Save a Squirrel               | -                      | 야생에서 살아남는 법    | 2007년 11월 23일 | 2009년 6월 5일  |
| 96      | 16     | Pest of the West                 | -                      | 서부의 영웅 스폰지밥    | 2008년 4월 11일  | 2009년 9월 15일 |
| 97 - a  | 17 - a | 20,000 Patties Under the Sea     | -                      | 괴물의 한 끼 식사       | 2007년 11월 23일 | 2009년 1월 1일  |
| 97 - b  | 17 - b | The Battle of Bikini Bottom      | -                      | 비키니 시티의 전쟁      | 2007년 11월 23일 | 2009년 1월 1일  |
| 98      | 18     | What Ever Happened to SpongeBob? | -                      | 스폰지밥이 누구에요?    | 2008년 10월 13일 | 2009년 8월 21일 |
| 99 - a  | 19 - a | The Two Faces of Squidward       | -                      | 꽃보다 징징이           | 2007년 11월 23일 | 2009년 3월 1일  |
| 99 - b  | 19 - b | SpongeHenge                      | -                      | 석상의 비밀             | 2007년 11월 23일 | 2009년 3월 1일  |
| 100 - a | 20 - a | Banned in Bikini Bottom          | -                      | 집게리아 문을 닫다      | 2007년 11월 23일 | 2009년 5월 5일  |
| 100 - b | 20 - b | Stanley S. SquarePants           | -                      | 스폰지밥의 사촌         | 2007년 11월 23일 | 2009년 4월 10일 |

### 시즌 6
| 회차    | 회차   | 제목                                  | 제목                     | 방영일 ()        | 방영일 ()        |
| 전체    | 시즌   | 원제                                  | 한국판                   | 방영일 ()        | 방영일 ()        |
| 101 - a | 1 - a  | House Fancy                           | 환상의 집                | 2008년 6월 6일   | 2009년 12월 18일 |
| 101 - b | 1 - b  | Krabby Road                           | 플랑크톤 밴드            | 2008년 3월 3일   | 2009년 12월 18일 |
| 102 - a | 2 - a  | Penny Foolish                         | 1센트를 찾아라           | 2008년 3월 7일   | 2009년 8월 19일  |
| 102 - b | 2 - b  | Nautical Novice                       | 초보 운전                | 2008년 3월 29일  | 2009년 8월 20일  |
| 103 - a | 3 - a  | Spongicus                             | 사자 길들이기            | 2008년 3월 29일  | 2009년 8월 24일  |
| 103 - b | 3 - b  | Suction Cup Symphony                  | 징징이는 작곡가          | 2008년 3월 6일   | 2009년 8월 25일  |
| 104 - a | 4 - a  | Not Normal                            | 비정상이 좋아!           | 2008년 3월 4일   | 2009년 8월 26일  |
| 104 - b | 4 - b  | Gone                                  | 모두가 사라졌어요        | 2008년 3월 5일   | 2009년 8월 27일  |
| 105 - a | 5 - a  | The Splinter                          | 가시가 박혔어요          | 2008년 6월 2일   | 2009년 9월 18일  |
| 105 - b | 5 - b  | Slide Whistle Stooges                 | 슬라이드 호루라기        | 2009년 2월 16일  | 2009년 9월 18일  |
| 106 - a | 6 - a  | A Life in a Day                       | 남자다운 남자            | 2008년 6월 4일   | 2009년 8월 28일  |
| 106 - b | 6 - b  | Sun Bleached                          | 선탠하는 법              | 2008년 6월 5일   | 2009년 8월 28일  |
| 107 - a | 7 - a  | Giant Squidward                       | 거인 징징이              | 2008년 6월 3일   | 2009년 12월 18일 |
| 107 - b | 7 - b  | No Nose Knows                         | 내 코는 어디에?          | 2008년 8월 4일   | 2009년 12월 18일 |
| 108 - a | 8 - a  | Patty Caper                           | 진짜 범인은 누구?        | 2008년 8월 5일   | 2009년 12월 18일 |
| 108 - b | 8 - b  | Plankton's Regular                    | 이상한 단골손님          | 2008년 8월 6일   | 2009년 12월 18일 |
| 109 - a | 9 - a  | Boating Buddies                       | 너는 내 친구             | 2008년 8월 7일   | 2009년 11월 13일 |
| 109 - b | 9 - b  | The Krabby Kronicle                   | 집게신문                 | 2008년 8월 8일   | 2009년 11월 13일 |
| 110 - a | 10 - a | The Slumber Party                     | 파자마 파티              | 2008년 11월 28일 | 2009년 10월 10일 |
| 110 - b | 10 - b | Grooming Gary                         | 예쁜 것도 싫어!          | 2008년 11월 28일 | 2009년 10월 10일 |
| 111     | 11     | SpongeBob SquarePants vs. The Big One | 파도를 기다리는 스폰지밥 | 2009년 4월 17일  | 2009년 7월 24일  |
| 112 - a | 12 - a | Porous Pockets                        | 이상한 배구공            | 2008년 11월 28일 | 2009년 12월 18일 |
| 112 - b | 12 - b | Choir Boys                            | 노래하는 스폰지밥        | 2009년 3월 20일  | 2009년 12월 18일 |
| 113 - a | 13 - a | Krusty Krushers                       | 레슬링 챔피언            | 2008년 11월 28일 | 2009년 12월 18일 |
| 113 - b | 13 - b | The Card                              | 캐릭터 카드              | 2008년 11월 28일 | 2009년 12월 18일 |
| 114 - a | 14 - a | Dear Vikings                          | 바이킹에게 보내는 편지   | 2008년 11월 28일 | 2010년 1월 25일  |
| 114 - b | 14 - b | Ditchin'                              | 땡땡이 치지마            | 2008년 11월 28일 | 2010년 1월 25일  |
| 115 - a | 15 - a | Grandpappy the Pirate                 | 집게리아 해적선          | 2009년 2월 18일  | 2010년 1월 26일  |
| 115 - b | 15 - b | Cephalopod Lodge                      | 오징어 비밀협회          | 2009년 2월 17일  | 2010년 1월 26일  |
| 116 - a | 16 - a | Squid's Visit                         | 우리 집에 놀러와!        | 2009년 6월 4일   | 2010년 1월 27일  |
| 116 - b | 16 - b | To SquarePants or Not to SquarePants  | 둥근바지 스폰지밥        | 2009년 7월 17일  | 2010년 1월 27일  |
| 117 - a | 17 - a | Shuffleboarding                       | 비키니 시티를 지켜라!    | 2009년 2월 16일  | 2010년 1월 28일  |
| 117 - b | 17 - b | Professor Squidward                   | 징징이 교수님            | 2009년 2월 19일  | 2010년 1월 28일  |
| 118 - a | 18 - a | Pet or Pests                          | 애벌레 돌보기            | 2009년 3월 18일  | 2010년 1월 29일  |
| 118 - b | 18 - b | Komputer Overload                     | 플랑크톤의 위기          | 2009년 3월 19일  | 2010년 1월 29일  |
| 119 - a | 19 - a | Gullible Pants                        | 집게리아를 지켜라!       | 2009년 6월 5일   | 2010년 8월 16일  |
| 119 - b | 19 - b | Overbooked                            | 바쁘다 바뻐!             | 2009년 7월 19일  | 2010년 8월 16일  |
| 120 - a | 20 - a | No Hat for Pat                        | 뚱이, 취직하다           | 2009년 7월 19일  | 2010년 8월 17일  |
| 120 - b | 20 - b | Toy Store of Doom                     | 공포의 장난감 가게       | 2009년 3월 17일  | 2010년 8월 17일  |
| 121 - a | 21 - a | Sand Castles in the Sand              | 모래성 결투              | 2009년 3월 16일  | 2010년 8월 18일  |
| 121 - b | 21 - b | Shell Shocked                         | 달팽이 집                | 2009년 6월 1일   | 2010년 8월 18일  |
| 122 - a | 22 - a | Chum Bucket Supreme                   | 대박 가게의 비밀?        | 2009년 7월 19일  | 2010년 8월 19일  |
| 122 - b | 22 - b | Single Cell Anniversary               | 플랑크톤 결혼기념일      | 2009년 6월 3일   | 2010년 8월 19일  |
| 123     | 23     | Truth or Square                       | 스폰지밥 냉동고 탈출작전 | 2009년 11월 6일  | 2009년 12월 18일 |
| 124     | 24     | Truth or Square                       | 스폰지밥 냉동고 탈출작전 | 2009년 11월 6일  | 2009년 12월 18일 |
| 125 - a | 25 - a | Pineapple Fever                       | 폭풍우 대피 소동         | 2009년 6월 2일   | 2010년 8월 20일  |
| 125 - b | 25 - b | Chum Caverns                          | 플랑크톤 동굴왕국        | 2009년 7월 18일  | 2010년 8월 20일  |
| 126     | 26     | The Clash of Triton                   | 포세이돈과 트리톤의 대결 | 2010년 7월 5일   | 2010년 12월 17일 |

### 시즌 7
| 회차    | 회차   | 제목                                  | 제목                               | 방영일 ()        | 방영일 ()        |
| 전체    | 시즌   | 원제                                  | 한국판                             | 방영일 ()        | 방영일 ()        |
| 127 - a | 1 - a  | Tentacle-Vision                       | 텔레비전에 내가 나왔으면           | 2009년 7월 19일  | 2010년 8월 23일  |
| 127 - b | 1 - b  | I ♥ Dancing                           | I ♥ 댄스                           | 2009년 7월 19일  | 2010년 8월 23일  |
| 128 - a | 2 - a  | Growth Spout                          | 사랑의 게살버거                    | 2009년 7월 19일  | 2010년 8월 24일  |
| 128 - b | 2 - b  | Stuck in the Wringer                  | 공포의 탈수기                      | 2009년 7월 19일  | 2010년 8월 24일  |
| 129 - a | 3 - a  | Someone's in the Kitchen with Sandy   | 다람이로 변장한 플랑크톤           | 2009년 7월 19일  | 2010년 8월 25일  |
| 129 - b | 3 - b  | The Inside Job                        | 스폰지밥의 뇌구조                  | 2009년 7월 19일  | 2010년 8월 25일  |
| 130 - a | 4 - a  | Greasy Buffoons                       | 기름덩어리 햄버거                  | 2009년 11월 27일 | 2010년 8월 26일  |
| 130 - b | 4 - b  | Model Sponge                          | 슈퍼모델 스폰지밥                  | 2009년 11월 27일 | 2010년 8월 26일  |
| 131 - a | 5 - a  | Keep Bikini Bottom Beautiful          | 쓰레기 대소동                      | 2010년 1월 2일   | 2010년 8월 27일  |
| 131 - b | 5 - b  | A Pal for Gary                        | 핑핑이의 친구                      | 2010년 1월 2일   | 2010년 8월 27일  |
| 132 - a | 6 - a  | Yours, Mine and Mine                  | 다 내꺼야                          | 2010년 9월 11일  | 2010년 10월 1일  |
| 132 - b | 6 - b  | Kracked Krabs                         | 최고의 짠돌이                      | 2010년 9월 11일  | 2010년 10월 2일  |
| 133 - a | 7 - a  | The Curse of Bikini Bottom            | 유령의 저주                        | 2009년 10월 24일 | 2010년 10월 3일  |
| 133 - b | 7 - b  | Squidward in Clarinetland             | 사라진 클라리넷                    | 2010년 3월 24일  | 2010년 10월 4일  |
| 134     | 8      | SpongeBob's Last Stand                | 최후의 수호자 스폰지밥             | 2010년 4월 22일  | 2010년 4월 22일  |
| 135 - a | 9 - a  | Back to the Past                      | 시간여행                           | 2010년 2월 15일  | 2010년 5월 5일   |
| 135 - b | 9 - b  | The Bad Guy Club for Villains         | 악당클럽                           | 2010년 2월 15일  | 2010년 5월 5일   |
| 136 - a | 10 - a | A Day Without Tears                   | 오늘 하루만 울지 마                | 2010년 3월 22일  | 2010년 10월 5일  |
| 136 - b | 10 - b | Summer Job                            | 여름 아르바이트                    | 2010년 3월 23일  | 2010년 12월 20일 |
| 137 - a | 11 - a | One Coarse Meal                       | 내가 무서워하는 건?                | 2010년 3월 25일  | 2010년 12월 21일 |
| 137 - b | 11 - b | Gary in Love                          | 핑핑이의 사랑                      | 2010년 2월 6일   | 2011년 2월 14일  |
| 138 - a | 12 - a | The Play's the Thing                  | 징징이는 연극배우                  | 2010년 3월 26일  | 2010년 12월 22일 |
| 138 - b | 12 - b | Rodeo Daze                            | 로데오는 위험해                    | 2010년 2월 6일   | 2010년 12월 23일 |
| 139 - a | 13 - a | Gramma's Secret Recipe                | 할머니가 되고 싶어                 | 2010년 7월 6일   | 2010년 12월 24일 |
| 139 - b | 13 - b | The Cent of Money                     | 동전이 좋아                        | 2010년 7월 7일   | 2010년 12월 27일 |
| 140 - a | 14 - a | The Monster Who Came to Bikini Bottom | 비키니 시티의 몬스터               | 2011년 1월 28일  | 2011년 2월 21일  |
| 140 - b | 14 - b | Welcome to the Bikini Bottom Triangle | 비키니 시티 삼각지대의 비밀        | 2011년 1월 28일  | 2011년 2월 21일  |
| 141 - a | 15 - a | The Curse of the Hex                  | 저주받은 집게리아                  | 2011년 6월 11일  | 2011년 2월 25일  |
| 141 - b | 15 - b | The Main Drain                        | 전설을 찾아서                      | 2011년 1월 28일  | 2011년 2월 22일  |
| 142 - a | 16 - a | Trenchbillies                         | 인질 구출 작전                     | 2011년 1월 29일  | 2011년 2월 23일  |
| 142 - b | 16 - b | Sponge-Cano!                          | 화산 폭발을 막아라                 | 2011년 1월 28일  | 2011년 2월 24일  |
| 143     | 17     | The Great Patty Caper                 | 명탐정 스폰지밥: 버거비법 도난사건 | 2010년 11월 11일 | 2011년 10월 14일 |
| 144 - a | 18 - a | That Sinking Feeling                  | 집이 가라앉아요                    | 2010년 7월 8일   | 2010년 12월 28일 |
| 144 - b | 18 - b | Karate Star                           | 격파왕 뚱이                        | 2010년 7월 9일   | 2010년 12월 29일 |
| 145 - a | 19 - a | Buried in Time                        | 타임 캡슐                          | 2010년 9월 18일  | 2010년 12월 30일 |
| 145 - b | 19 - b | Enchanted Tiki Dreams                 | 징징이의 천국                      | 2010년 6월 19일  | 2010년 12월 31일 |
| 146 - a | 20 - a | The Abrasive Side                     | 까칠한 스폰지밥                    | 2010년 11월 27일 | 2011년 5월 6일   |
| 146 - b | 20 - b | Earworm                               | 못말리는 노래                      | 2010년 11월 27일 | 2011년 5월 6일   |
| 147 - a | 21 - a | Hide and Then What Happens?           | 숨바꼭질이 뭐니?                   | 2010년 8월 9일   | 2011년 8월 1일   |
| 147 - b | 21 - b | Shellback Shenanigans                 | 나는야 달팽이                      | 2010년 9월 18일  | 2011년 8월 1일   |
| 148 - a | 22 - a | The Masterpiece                       | 징징이의 걸작품                    | 2010년 10월 2일  | 2011년 8월 2일   |
| 148 - b | 22 - b | Whelk Attack                          | 달팽이의 습격                      | 2010년 10월 2일  | 2011년 8월 2일   |
| 149 - a | 23 - a | You Don't Know Sponge                 | 베스트 프렌드 퀴즈                 | 2010년 8월 9일   | 2011년 8월 3일   |
| 149 - b | 23 - b | Tunnel of Glove                       | 스폰지밥의 여자친구                | 2011년 2월 12일  | 2011년 8월 3일   |
| 150 - a | 24 - a | Krusty Dogs                           | 집게리아 핫도그                    | 2010년 10월 9일  | 2011년 8월 4일   |
| 150 - b | 24 - b | The Wreck of the Mauna Loa            | 비밀 아지트                        | 2010년 10월 9일  | 2011년 8월 4일   |
| 151 - a | 25 - a | New Fish in Town                      | 새로운 이웃사촌                    | 2011년 1월 15일  | 2011년 8월 5일   |
| 151 - b | 25 - b | Love That Squid                       | 데이트 코치                        | 2011년 2월 12일  | 2011년 8월 5일   |
| 152 - a | 26 - a | Big Sister Sam                        | 뚱이 누나                          | 2011년 1월 15일  | 2011년 8월 8일   |
| 152 - b | 26 - b | Perfect Chemistry                     | 완벽한 실험                        | 2011년 2월 26일  | 2011년 8월 8일   |

### 시즌 8
| 회차    | 회차   | 제목                                      | 제목                   | 방영일 ()                                     | 방영일 ()        |
| 전체    | 시즌   | 원제                                      | 한국판'                | 방영일 ()                                     | 방영일 ()        |
| 153 - a | 1 - a  | Accidents Will Happen                     | 징징이가 다쳤어요      | 2011년 7월 18일                               | 2011년 8월 9일   |
| 153 - b | 1 - b  | The Other Patty                           | 비법을 훔쳐라          | 2011년 6월 25일                               | 2011년 8월 9일   |
| 154 - a | 2 - a  | Drive Thru                                | 드라이브 드루          | 2011년 7월 19일                               | 2011년 8월 10일  |
| 154 - b | 2 - b  | The Hot Shot                              | 달려! 달려!            | 2011년 6월 18일                               | 2011년 8월 10일  |
| 155 - a | 3 - a  | A Friendly Game                           | 골프게임               | 2011년 3월 26일                               | 2011년 8월 11일  |
| 155 - b | 3 - b  | Sentimental Sponge                        | 추억은 소중해          | 2011년 4월 2일                                | 2011년 8월 11일  |
| 156     | 4      | Frozen Face-Off                           | 얼음 꽁꽁 레이스       | 2011년 7월 15일                               | 2012년 1월 13일  |
| 157 - a | 5 - a  | Squidward's School for Grown-Ups          | 뚱이는 어른?           | 2011년 6월 4일                                | 2011년 8월 12일  |
| 157 - b | 5 - b  | Oral Report                               | 발표는 힘들어          | 2011년 3월 26일                               | 2011년 8월 12일  |
| 158 - a | 6 - a  | Sweet and Sour Squid                      | 음악가 징징이          | 2011년 7월 20일                               | 2012년 4월 9일   |
| 158 - b | 6 - b  | The Googly Artiste                        | 나도 예술가            | 2011년 7월 21일                               | 2012년 4월 10일  |
| 159     | 7      | A SquarePants Family Vacation             | 스폰지밥의 가족여행    | 2011년 11월 11일                              | 2012년 7월 23일  |
| 160 - a | 8 - a  | Patrick's Staycation                      | 뚱이의 방콕여행        | 2011년 11월 8일                               | 2012년 7월 24일  |
| 160 - b | 8 - b  | Walking the Plankton                      | 플랑크톤의 크루즈 여행 | 2011년 11월 7일                               | 2012년 7월 25일  |
| 161 - a | 9 - a  | Mooncation                                | 달나라 여행            | 2011년 11월 10일                              | 2012년 7월 26일  |
| 161 - b | 9 - b  | Mr. Krabs Takes a Vacation                | 집게사장의 최악의 여행 | 2011년 11월 9일                               | 2012년 7월 27일  |
| 162     | 10     | Ghoul Fools                               | 유령선 대모험          | 2011년 10월 21일                              | 2012년 10월 26일 |
| 163 - a | 11 - a | Mermaid Man Begins                        | 슈퍼영웅이 되는 법     | 2011년 9월 23일                               | 2012년 4월 11일  |
| 163 - b | 11 - b | Plankton's Good Eye                       | 착한 건 괴로워         | 2011년 9월 23일                               | 2012년 4월 12일  |
| 164 - a | 12 - a | Barnacle Face                             | 여드름과 댄스파티      | 2011년 9월 16일                               | 2012년 4월 13일  |
| 164 - b | 12 - b | Pet Sitter Pat                            | 애완동물 달팽이        | 2011년 9월 16일                               | 2012년 4월 13일  |
| 165 - a | 13 - a | House Sittin' for Sandy                   | 다람이의 부탁          | 2011년 9월 30일                               | 2013년 8월 4일   |
| 165 - b | 13 - b | Smoothe Jazz at Bikini Bottom             | 재즈의 고수는?         | 2011년 9월 30일                               | 2013년 8월 4일   |
| 166 - a | 14 - a | Bubble Troubles                           | 신기한 비눗방울        | 2011년 11월 25일                              | 2013년 8월 4일   |
| 166 - b | 14 - b | The Way of the Sponge                     | 무술의 달인            | 2011년 11월 25일                              | 2013년 8월 4일   |
| 167 - a | 15 - a | The Krabby Patty That Ate Bikini Bottom   | 도시를 삼킨 버거패티   | 2011년 11월 25일                              | 2013년 8월 11일  |
| 167 - b | 15 - b | Bubble Buddy Returns                      | 샤이니 돌보기          | 2011년 11월 25일                              | 2013년 8월 11일  |
| 168 - a | 16 - a | Restraining SpongeBob                     | 내 곁에 오지 마!       | 2012년 4월 2일                                | 2013년 8월 11일  |
| 168 - b | 16 - b | Fiasco!                                   | 대가의 작품            | 2012년 4월 5일                                | 2013년 8월 11일  |
| 169 - a | 17 - a | Are You Happy Now?                        | 지금 행복하니?         | 2012년 3월 31일                               | 2013년 8월 18일  |
| 169 - b | 17 - b | Planet of the Jellyfish                   | 해파리 나라            | 2012년 3월 31일                               | 2013년 8월 18일  |
| 170 - a | 18 - a | Free Samples                              | 공짜 시식 소동         | 2012년 4월 6일                                | 2013년 8월 18일  |
| 170 - b | 18 - b | Home Sweet Rubble                         | 우리 집이 무너져요     | 2012년 4월 4일                                | 2013년 8월 18일  |
| 171 - a | 19 - a | Karen 2.0                                 | 캐런 2.0               | 2012년 4월 13일                               | 2014년 2월 17일  |
| 171 - b | 19 - b | InSPONGEiac                               | 불면증에 걸린 스폰지밥 | 2012년 4월 9일                                | 2014년 2월 17일  |
| 172 - a | 20 - a | Face Freeze!                              | 얼굴 마비!             | 2012년 7월 21일                               | 2014년 2월 18일  |
| 172 - b | 20 - b | Glove World R.I.P.                        | 글러브 월드, 사라지다? | 2012년 4월 3일                                | 2014년 2월 18일  |
| 173 - a | 21 - a | Squiditis                                 | 오징어 병              | 2012년 4월 11일                               | 2014년 2월 19일  |
| 173 - b | 21 - b | Demolition Doofus                         | 죽음의 경주            | 2012년 7월 21일                               | 2014년 2월 19일  |
| 174 - a | 22 - a | Treats!                                   | 핑핑이의 간식          | 2012년 4월 10일                               | 2014년 2월 20일  |
| 174 - b | 22 - b | For Here or to Go                         | 포장은 안 돼!          | 2012년 4월 12일                               | 2014년 2월 20일  |
| 175     | 23     | It's a SpongeBob Christmas!               | 스폰지밥 크리스마스!   | 2012년 11월 23일 (CBS) 2012년 12월 6일 (NICK) | 2012년 12월 17일 |
| 176 - a | 24 - a | Super Evil Aquatic Villain Team Up is Go! | 비법을 지켜라          | 2012년 10월 14일                              | 2014년 11월 14일 |
| 176 - b | 24 - b | Chum Fricassee                            | 찌꺼기 찜 요리         | 2012년 10월 21일                              | 2014년 11월 14일 |
| 177 - a | 25 - a | The Good Krabby Name                      | 집게리아 홍보 대작전   | 2012년 9월 3일                                | 2014년 11월 21일 |
| 177 - b | 25 - b | Move It or Lose It                        | 집게리아를 지켜라!     | 2012년 10월 21일                              | 2014년 11월 21일 |
| 178     | 26     | Hello Bikini Bottom!                      | 스폰지밥 전국 콘서트   | 2012년 10월 8일                               | 2013년 8월 25일  |

### 시즌 9
| 회차    | 회차   | 제목                        | 제목                    | 방영일 ()        | 방영일 ()        |
| 전체    | 시즌   | 원제                        | 한국판                  | 방영일 ()        | 방영일 ()        |
| 179 - a | 1 - a  | Extreme Spots               | 엑스트림 스포츠         | 2012년 7월 21일  | 2014년 11월 21일 |
| 179 - b | 1 - b  | Squirrel Record             | 신기록은 나의 것!       | 2012년 7월 21일  | 2014년 11월 21일 |
| 180 - a | 2 - a  | Patrick-Man!                | 뚱이 맨                 | 2012년 10월 27일 | 2014년 11월 28일 |
| 180 - b | 2 - b  | Gary's New Toy              | 핑핑이의 새 장난감      | 2012년 10월 14일 | 2014년 11월 28일 |
| 181 - a | 3 - a  | License to Milkshake        | 밀크셰이크 자격증       | 2012년 9월 7일   | 2016년 1월 1일   |
| 181 - b | 3 - b  | Squid Baby                  | 아기가 된 징징이        | 2012년 9월 3일   | 2016년 1월 1일   |
| 182 - a | 4 - a  | Little Yellow Book          | 스폰지밥의 일기         | 2013년 3월 2일   | 2014년 2월 21일  |
| 182 - b | 4 - b  | Bumper to Bumper            | 면허 따기 너무 어려워!  | 2012년 11월 17일 | 2014년 2월 21일  |
| 183 - a | 5 - a  | Eek, an Urchin!             | 아악! 성게다!           | 2012년 10월 27일 | 2014년 11월 28일 |
| 183 - b | 5 - b  | Squid Defense               | 징징이의 호신술         | 2013년 1월 1일   | 2014년 11월 28일 |
| 184 - a | 6 - a  | Jailbreak!                  | 플랑크톤 탈옥작전!      | 2013년 3월 6일   | 2014년 12월 5일  |
| 184 - b | 6 - b  | Evil Spatula                | 악마의 뒤집게           | 2013년 3월 9일   | 2014년 12월 5일  |
| 185     | 7      | It Came from Goo Lagoon     | 거대 방울의 습격        | 2014년 2월 17일  | 2014년 11월 14일 |
| 186 - a | 8 - a  | Safe Deposit Krabs          | 돈이 최고야             | 2013년 5월 25일  | 2014년 12월 5일  |
| 186 - b | 8 - b  | Plankton's Pet              | 애완동물 대소동         | 2013년 1월 19일  | 2014년 12월 5일  |
| 187 - a | 9 - a  | Don't Look Now              | 공포의 어부             | 2013년 10월 14일 | 2016년 1월 8일   |
| 187 - b | 9 - b  | Séance Shméance             | 유령 샌드위치           | 2013년 10월 14일 | 2016년 1월 8일   |
| 188 - a | 10 - a | Kenny the Cat               | 고양이 케니             | 2014년 3월 29일  | 2016년 1월 15일  |
| 188 - b | 10 - b | Yeti Krabs                  | 전설의 거대게           | 2015년 3월 29일  | 2016년 1월 15일  |
| 189     | 11     | SpongeBob You're Fired      | 넌 해고야!              | 2013년 11월 11일 | 2014년 5월 2일   |
| 190 - a | 12 - a | Lost in Bikini Bottom       | 길을 잃었어요!          | 2015년 7월 16일  | 2016년 1월 22일  |
| 190 - b | 12 - b | Tutor Sauce                 | 운전은 어려워           | 2015년 7월 16일  | 2016년 1월 22일  |
| 191 - a | 13 - a | Squid Plus One              | 친구를 찾아서           | 2015년 9월 7일   | 2016년 1월 29일  |
| 191 - b | 13 - b | The Executive Treatment     | 간부들의 점심 메뉴      | 2015년 9월 7일   | 2016년 1월 29일  |
| 192 - a | 14 - a | Company Picnic              | 회사 피크닉             | 2015년 9월 25일  | 2016년 2월 5일   |
| 192 - b | 14 - b | Pull Up a Barrel            | 나는야 해군!            | 2015년 9월 18일  | 2016년 2월 5일   |
| 193 - a | 15 - a | Sanctuary!                  | 달팽이는 내 친구        | 2015년 10월 16일 | 2016년 7월 22일  |
| 193 - b | 15 - b | What's Eating Patrick?      | 누가누가 잘 먹나?       | 2015년 10월 2일  | 2016년 7월 22일  |
| 194 - a | 16 - a | Patrick! The Game           | 게임의 고수 X 뚱이      | 2015년 11월 11일 | 2016년 7월 29일  |
| 194 - b | 16 - b | The Sewers of Bikini Bottom | 하수구에서 생긴 일      | 2015년 11월 11일 | 2016년 7월 29일  |
| 195 - a | 17 - a | SpongeBob LongPants         | 긴 바지의 비밀          | 2016년 2월 15일  | 2016년 8월 5일   |
| 195 - b | 17 - b | Larry's Gym                 | 근육맨 스폰지밥         | 2016년 2월 15일  | 2016년 8월 5일   |
| 196 - a | 18 - a | The Fish Bowl               | 심리 테스트             | 2016년 5월 2일   | 2016년 8월 12일  |
| 196 - b | 18 - b | Married to Money            | 돈다발 신부             | 2016년 5월 3일   | 2016년 8월 12일  |
| 197 - a | 19 - a | Mall Girl Pearl             | 할머니가 어때서?        | 2016년 3월 12일  | 2016년 8월 19일  |
| 197 - b | 19 - b | Two Thumbs Down             | 엄지 척!                | 2016년 3월 12일  | 2016년 8월 19일  |
| 198 - a | 20 - a | Sharks vs. Pods             | 상어 떼와 빨판들        | 2016년 5월 4일   | 2016년 8월 26일  |
| 198 - b | 20 - b | CopyBob DittoPants          | 복사 스폰지밥           | 2016년 5월 5일   | 2016년 8월 26일  |
| 199 - a | 21 - a | Sold!                       | 집이 팔렸어요!          | 2016년 5월 6일   | 2016년 12월 30일 |
| 199 - b | 21 - b | Lame And Fortune            | 행운의 과자             | 2016년 7월 11일  | 2016년 12월 30일 |
| 200     | 22     | Goodbye, Krabby Patty?      | 굿바이 게살 버거?       | 2017년 2월 20일  | 2017년 2월 24일  |
| 201 - a | 23 - a | Sandy's Nutmare             | 도토리가 너무 많아      | 2016년 7월 12일  | 2017년 1월 6일   |
| 201 - b | 23 - b | Bulletin Board              | 게시판 대소동           | 2016년 10월 1일  | 2017년 1월 6일   |
| 202 - a | 24 - a | Food Con Castaways          | 최고의 음식은?          | 2016년 7월 13일  | 2017년 1월 13일  |
| 202 - b | 24 - b | Snail Mail                  | 친구의 부탁             | 2016년 10월 22일 | 2017년 1월 13일  |
| 203 - a | 25 - a | Pineapple Invasion          | 게살버거 비법을 지켜라! | 2016년 7월 14일  | 2017년 1월 20일  |
| 203 - b | 25 - b | Salsa Imbecilicus           | 이상한 소스             | 2016년 7월 15일  | 2017년 1월 20일  |
| 204 - a | 26 - a | Mutiny on the Krusty        | 바다의 습격             | 2016년 10월 8일  | 2017년 1월 27일  |
| 204 - b | 26 - b | The Whole Tooth             | 치과 대소동             | 2016년 12월 3일  | 2017년 1월 27일  |

### 시즌 10
| 회차    | 회차   | 제목                            | 제목                   | 방영일 ()        | 방영일 ()        |
| 전체    | 시즌   | 원제                            | 한국판                 | 방영일 ()        | 방영일 ()        |
| 205 - a | 1 - a  | Whirly Brains                   | 빙글빙글 머리          | 2016년 10월 15일 | 2017년 4월 28일  |
| 205 - b | 1 - b  | Mermaid Pants                   | 나도 영웅!             | 2016년 10월 29일 | 2017년 4월 28일  |
| 206 - a | 2 - a  | Unreal Estate                   | 이사 가기 싫어!        | 2017년 6월 3일   | 2017년 5월 5일   |
| 206 - b | 2 - b  | Code Yellow                     | 닥터 스폰지밥          | 2017년 6월 3일   | 2017년 5월 5일   |
| 207 - a | 3 - a  | Mimic Madness                   | 나 따라해 봐!          | 2017년 2월 25일  | 2017년 5월 12일  |
| 207 - b | 3 - b  | House Worming                   | 벌레 파티              | 2017년 2월 25일  | 2017년 5월 12일  |
| 208 - a | 4 - a  | Snooze You Lose                 | 잠자면 안 돼!          | 2017년 3월 4일   | 2017년 5월 19일  |
| 208 - b | 4 - b  | Krusty Katering                 | 출장 요리 대소동       | 2017년 3월 4일   | 2017년 5월 19일  |
| 209 - a | 5 - a  | SpongeBob's Place               | 스폰지밥 버거          | 2017년 3월 11일  | 2017년 7월 28일  |
| 209 - b | 5 - b  | Plankton Gets the Boot          | 집으로 돌아가고 싶어   | 2017년 3월 11일  | 2017년 7월 28일  |
| 210 - a | 6 - a  | Life Insurance                  | 생명 보험              | 2017년 3월 18일  | 2017년 8월 4일   |
| 210 - b | 6 - b  | Burst Your Bubble               | 비눗방울 보트          | 2017년 3월 18일  | 2017년 8월 4일   |
| 211 - a | 7 - a  | Plankton Retires                | 플랑크톤, 은퇴하다     | 2017년 3월 25일  | 2017년 8월 11일  |
| 211 - b | 7 - b  | Trident Trouble                 | 바다의 신              | 2017년 3월 25일  | 2017년 8월 11일  |
| 212 - a | 8 - a  | The Incredible Shrinking Sponge | 스폰지밥이 작아졌어요! | 2017년 12월 2일  | 2017년 12월 29일 |
| 212 - b | 8 - b  | Sportz?                         | 끝없는 스포츠          | 2017년 7월 16일  | 2017년 12월 29일 |
| 213 - a | 9 - a  | The Getaway                     | 이상한 운전 강습       | 2017년 6월 10일  | 2017년 8월 18일  |
| 213 - b | 9 - b  | Lost and Found                  | 분실물 보관소          | 2017년 6월 10일  | 2017년 8월 18일  |
| 214 - a | 10 - a | Patrick's Coupon                | 아이스크림 쿠폰        | 2017년 6월 17일  | 2017년 8월 25일  |
| 214 - b | 10 - b | Out of the Picture              | 걸작의 탄생            | 2017년 6월 17일  | 2017년 8월 25일  |
| 215 - a | 11 - a | Feral Friends                   | 바다의 달              | 2017년 10월 7일  | 2018년 1월 5일   |
| 215 - b | 11 - b | Don't Wake Patrick              | 뚱이를 깨우면 안 돼!   | 2017년 10월 7일  | 2018년 1월 5일   |

### 시즌 11
| 회차    | 회차   | 제목                          | 제목                 | 방영일 ()        | 방영일 ()        |
| 전체    | 시즌   | 원제                          | 한국판               | 방영일 ()        | 방영일 ()        |
| 216 - a | 1 - a  | Cave Dwelling Sponge          | 동굴의 스폰지        | 2017년 9월 23일  | 2018년 1월 12일  |
| 216 - b | 1 - b  | The Clam Whisperer            | 조개의 친구          | 2017년 9월 23일  | 2018년 1월 12일  |
| 217 - a | 2 - a  | Spot Returns                  | 내 사랑 아메바       | 2017년 6월 24일  | 2018년 1월 19일  |
| 217 - b | 2 - b  | The Check-Up                  | 무서운 건강 검진     | 2017년 6월 24일  | 2018년 1월 19일  |
| 218 - a | 3 - a  | Spin the Bottle               | 소원을 말해 봐       | 2017년 7월 16일  | 2018년 1월 26일  |
| 218 - b | 3 - b  | There's a Sponge in My Soup   | 히피가 된 스폰지밥   | 2017년 11월 7일  | 2018년 1월 26일  |
| 219 - a | 4 - a  | Man Ray Returns               | 악당의 귀환          | 2017년 9월 30일  | 2018년 2월 2일   |
| 219 - b | 4 - b  | Larry the Floor Manager       | 새로 온 매니저       | 2017년 9월 30일  | 2018년 2월 2일   |
| 220     | 5      | The Legend of Boo-Kini Bottom | 핼러윈의 전설        | 2017년 10월 13일 | 2017년 10월 27일 |
| 221 - a | 6 - a  | No Pictures Please            | 사진 그만 찍어요!    | 2017년 11월 6일  | 2018년 2월 9일   |
| 221 - b | 6 - b  | Stuck on the Roof             | 지붕에서 살래요      | 2017년 11월 6일  | 2018년 2월 9일   |
| 222 - a | 7 - a  | Krabby Patty Creature Feature | 새로운 건 싫어!      | 2017년 10월 21일 | 2018년 2월 16일  |
| 222 - b | 7 - b  | Teacher's Pests               | 선생님은 괴로워!     | 2017년 10월 21일 | 2018년 2월 16일  |
| 223 - a | 8 - a  | Sanitation Insanity           | 쓰레기 소동          | 2018년 5월 7일   | 2018년 7월 20일  |
| 223 - b | 8 - b  | Bunny Hunt                    | 토끼 사냥            | 2018년 3월 30일  | 2018년 7월 20일  |
| 224 - a | 9 - a  | Squid Noir                    | 징징이 탐정          | 2017년 11월 10일 | 2018년 4월 27일  |
| 224 - b | 9 - b  | Scavenger Pants               | 보물 찾기            | 2017년 11월 9일  | 2018년 4월 27일  |
| 225 - a | 10 - a | Cuddle E. Hugs                | 상상속의 친구        | 2017년 11월 8일  | 2018년 5월 4일   |
| 225 - b | 10 - b | Pat the Horse                 | 말이 되고 싶은 뚱이  | 2017년 12월 2일  | 2018년 5월 4일   |
| 226 - a | 11 - a | Chatterbox Gary               | 말하는 핑핑이        | 2018년 2월 12일  | 2018년 5월 11일  |
| 226 - b | 11 - b | Don't Feed the Clowns         | 꼬마광대를 도와줘    | 2018년 2월 12일  | 2018년 5월 11일  |
| 227 - a | 12 - a | Drive Happy                   | 행복하게 운전하기    | 2018년 2월 13일  | 2018년 5월 18일  |
| 227 - b | 12 - b | Old Man Patrick               | 뚱이 할아버지        | 2018년 2월 14일  | 2018년 5월 18일  |
| 228 - a | 13 - a | Fun-Sized Friends             | 꼬꼬마 친구들        | 2018년 2월 15일  | 2018년 7월 27일  |
| 228 - b | 13 - b | Grandmum's the Word           | 할머니와의 약속      | 2018년 2월 16일  | 2018년 7월 27일  |
| 229 - a | 14 - a | Doodle Dimension              | 그림 스폰지밥        | 2018년 3월 9일   | 2018년 8월 3일   |
| 229 - b | 14 - b | Moving Bubble Bass            | 이사 아르바이트      | 2018년 3월 16일  | 2018년 8월 3일   |
| 230 - a | 15 - a | High Sea Diving               | 다이빙 선수 스폰지밥 | 2018년 4월 6일   | 2018년 8월 10일  |
| 230 - b | 15 - b | Bottle Burglars               | 버거 비법을 찾아라   | 2018년 4월 13일  | 2018년 8월 10일  |
| 231 - a | 16 - a | My Leg!                       | 내 다리!             | 2018년 5월 8일   | 2018년 8월 17일  |
| 231 - b | 16 - b | Ink Lemonade                  | 까만 레모네이드      | 2018년 5월 9일   | 2018년 8월 17일  |
| 232 - a | 17 - a | Mustard O' Mine               | 겨자 소스를 찾아라   | 2018년 5월 10일  | 2018년 12월 28일 |
| 232 - b | 17 - b | Shopping List                 | 비밀 쇼핑            | 2018년 9월 24일  | 2018년 12월 28일 |
| 233 - a | 18 - a | Whale Watching                | 진주 돌보기          | 2018년 8월 6일   | 2018년 8월 24일  |
| 233 - b | 18 - b | Krusty Kleaners               | 청소 로봇            | 2018년 8월 7일   | 2018년 8월 24일  |
| 234 - a | 19 - a | Patnocchio                    | 뚱이와 피노키오      | 2018년 8월 8일   | 2019년 1월 4일   |
| 234 - b | 19 - b | ChefBob                       | 요리사 밥            | 2018년 8월 9일   | 2019년 1월 4일   |
| 235 - a | 20 - a | Plankton Paranoia             | 플랑크톤 증후군      | 2018년 9월 26일  | 2019년 1월 11일  |
| 235 - b | 20 - b | Library Cards                 | 책을 좋아하는 뚱이   | 2018년 9월 25일  | 2019년 1월 11일  |
| 236 - a | 21 - a | Call the Cops                 | 경찰을 불러라        | 2018년 9월 27일  | 2019년 1월 18일  |
| 236 - b | 21 - b | Surf N' Turf                  | 병 속의 배           | 2018년 11월 11일 | 2019년 1월 18일  |
| 237     | 22     | Goons on the Moon             | 달에 간 스폰지밥     | 2018년 11월 25일 | 2018년 12월 21일 |
| 238 - a | 23 - a | Appointment TV                | 인어맨이 보고 싶어   | 2018년 10월 28일 | 2019년 1월 25일  |
| 238 - b | 23 - b | Karen's Virus                 | 컴퓨터 바이러스      | 2018년 11월 4일  | 2019년 1월 25일  |
| 239 - a | 24 - a | The Grill is Gone             | 그릴이 사라졌어요!   | 2018년 10월 21일 | 2019년 2월 8일   |
| 239 - b | 24 - b | The Night Patty               | 야간 집게리아        | 2018년 10월 21일 | 2019년 2월 8일   |
| 240 - a | 25 - a | Bubbletown                    | 방울 마을            | 2018년 10월 28일 | 2019년 2월 1일   |
| 240 - b | 25 - b | Girls' Night Out              | 걸 파워!             | 2018년 11월 4일  | 2019년 2월 1일   |
| 241 - a | 26 - a | Squirrel Jelly                | 대왕 해파리          | 2018년 11월 18일 | 2019년 7월 26일  |
| 241 - b | 26 - b | The String                    | 실이 삐져나왔어요    | 2018년 11월 18일 | 2019년 7월 26일  |

### 시즌 12
| 회차    | 회차   | 제목                             | 제목                     | 방영일 ()        | 방영일 ()        |
| 전체    | 시즌   | 원제                             | 한국판                   | 방영일 ()        | 방영일 ()        |
| 242 - a | 1 - a  | FarmerBob                        | 농장에 간 스폰지밥       | 2018년 11월 11일 | 2019년 8월 2일   |
| 242 - b | 1 - b  | Gary & Spot                      | 핑핑이와 스팟            | 2019년 7월 27일  | 2019년 8월 2일   |
| 243 - a | 2 - a  | The Nitwitting                   | 텅빈머리 협회            | 2019년 1월 13일  | 2019년 8월 9일   |
| 243 - b | 2 - b  | The Ballad of Filthy Muck        | 쓰레기맨                 | 2019년 1월 20일  | 2019년 8월 9일   |
| 244 - a | 3 - a  | The Krusty Slammer               | 집게리아 감옥            | 2019년 1월 27일  | 2019년 12월 27일 |
| 244 - b | 3 - b  | Pineapple RV                     | 노래하는 수련            | 2020년 7월 17일  | 2020년 8월 7일   |
| 245 - a | 4 - a  | Gary's Got Legs                  | 핑핑이의 변신            | 2019년 7월 27일  | 2019년 8월 16일  |
| 245 - b | 4 - b  | King Plankton                    | 플랑크톤 왕              | 2019년 6월 22일  | 2019년 8월 16일  |
| 246 - a | 5 - a  | Plankton's Old Chum              | 미끼의 날!               | 2019년 11월 30일 | 2019년 12월 20일 |
| 246 - b | 5 - b  | Stormy Weather                   | 스폰지밥과 아기 구름     | 2019년 6월 22일  | 2019년 12월 20일 |
| 247 - a | 6 - a  | Swamp Mates                      | 뚱이랑 늪에서            | 2020년 4월 11일  | 2020년 7월 31일  |
| 247 - b | 6 - b  | One Trick Sponge                 | 마술사 스폰지밥          | 2020년 4월 11일  | 2020년 7월 31일  |
| 248 - a | 7 - a  | The Krusty Bucket                | 플랑집게                 | 2019년 8월 10일  | 2019년 8월 23일  |
| 248 - b | 7 - b  | Squid's on a Bus                 | 버스 운전사 징징이       | 2019년 9월 28일  | 2019년 8월 23일  |
| 249 - a | 8 - a  | Sandy's Nutty Nieces             | 다람이의 악동 조카들     | 2019년 6월 29일  | 2019년 8월 30일  |
| 249 - b | 8 - b  | Insecurity Guards                | 박물관 지킴이 뚱이       | 2019년 6월 29일  | 2019년 8월 30일  |
| 250 - a | 9 - a  | Broken Alarm                     | 자명종이 망가졌어요!     | 2019년 7월 6일   | 2019년 9월 6일   |
| 250 - b | 9 - b  | Karen's Baby                     | 캐런의 아들              | 2019년 8월 10일  | 2019년 9월 6일   |
| 251 - a | 10 - a | Shell Games                      | 뚱이의 룸메이트          | 2020년 3월 7일   | 2020년 7월 24일  |
| 251 - b | 10 - b | Senior Discount                  | 노인을 공경해야 해       | 2019년 7월 6일   | 2019년 12월 27일 |
| 252 - a | 11 - a | Mind the Gap                     | 재즈 스폰지밥            | 2019년 9월 14일  | 2020년 1월 3일   |
| 252 - b | 11 - b | Dirty Bubble Returns             | 돌아온 더티버블          | 2019년 11월 23일 | 2020년 1월 3일   |
| 253 - a | 12 - a | Jolly Lodgers                    | 해파리 축제              | 2020년 3월 7일   | 2020년 7월 24일  |
| 253 - b | 12 - b | Biddy Sitting                    | 아기 돌보기              | 2020년 2월 8일   | 2020년 2월 21일  |
| 254     | 13     | SpongeBob's Big Birthday Blowout | 스폰지밥 최고의 생일     | 2019년 7월 12일  | 2019년 7월 19일  |
| 255     | 14     | SpongeBob's Big Birthday Blowout | 스폰지밥 최고의 생일     | 2019년 7월 12일  | 2019년 7월 19일  |
| 256 - a | 15 - a | SpongeBob in RandomLand          | 섞어랜드로 배달이요      | 2019년 9월 21일  | 2020년 1월 10일  |
| 256 - b | 15 - b | SpongeBob's Bad Habit            | 스폰지밥의 나쁜 버릇     | 2019년 9월 21일  | 2020년 1월 10일  |
| 257 - a | 16 - a | Handemonium                      | 거대 장갑의 공격         | 2019년 11월 23일 | 2020년 1월 17일  |
| 257 - b | 16 - b | Breakin'                         | 스폰지밥의 휴식시간      | 2019년 9월 14일  | 2020년 1월 17일  |
| 258 - a | 17 - a | Boss for a Day                   | 임시사장 스폰지밥        | 2020년 7월 17일  | 2020년 8월 7일   |
| 258 - b | 17 - b | The Goofy Newbie                 | 신입사원 뚱이            | 2019년 9월 28일  | 2020년 2월 7일   |
| 259 - a | 18 - a | The Ghost of Plankton            | 유령 수업                | 2019년 10월 12일 | 2021년 4월 16일  |
| 259 - b | 18 - b | My Two Krabses                   | 껍데기는 가라            | 2021년 1월 18일  | 2021년 4월 16일  |
| 260 - a | 19 - a | Knock Knock, Who's There?        | 똑똑똑 누구십니까?       | 2021년 4월 23일  | 2021년 4월 30일  |
| 260 - b | 19 - b | Pat Hearts Squid                 | 징징이의 걸작            | 2021년 7월 9일   | 2021년 8월 6일   |
| 261 - a | 20 - a | Lighthouse Louie                 | 등대에 사는 달팽이       | 2021년 1월 18일  | 2020년 2월 7일   |
| 261 - b | 20 - b | Hiccup Plague                    | 공포의 딸꾹질            | 2022년 4월 22일  | 2022년 8월 11일  |
| 262 - a | 21 - a | A Cabin in the Kelp              | 새내기 걸파워            | 2019년 10월 12일 | 2020년 1월 31일  |
| 262 - b | 21 - b | The Hankering                    | 미끼 중독자              | 2019년 11월 30일 | 2020년 1월 31일  |
| 263 - a | 22 - a | Who R Zoo?                       | 비눗방울 동물원          | 2020년 2월 8일   | 2020년 2월 21일  |
| 263 - b | 22 - b | Kwarantined Krab                 | 전염병을 조심해          | 2022년 4월 29일  | 2022년 8월 12일  |
| 264 - a | 23 - a | Plankton's Intern                | 진주는 알바 중           | 2021년 4월 30일  | 2021년 5월 7일   |
| 264 - b | 23 - b | Patrick's Tantrum                | 누구를 위해 종을 울리나? | 2022년 2월 25일  | 2022년 8월 13일  |
| 265 - a | 24 - a | Bubble Bass's Tab                | 버블배스의 외상값        | 2021년 4월 9일   | 2021년 4월 23일  |
| 265 - b | 24 - b | Kooky Cooks                      | 완벽한 저녁식사          | 2021년 4월 9일   | 2021년 4월 23일  |
| 266     | 25     | Escape from Beneath Glove World  | 장갑월드 100배 즐기기    | 2020년 1월 18일  | 2020년 2월 14일  |
| 267 - a | 26 - a | Krusty Koncessionaires           | 공연장 대소동            | 2020년 11월 7일  | 2021년 8월 13일  |
| 267 - b | 26 - b | Dream Hoppers                    | 꿈속 대모험              | 2020년 11월 7일  | 2021년 8월 13일  |

### 시즌 13
| 회차    | 회차   | 제목                             | 제목                          | 방영일 ()        | 방영일 ()       |
| 전체    | 시즌   | 원제                             | 한국판                        | 방영일 ()        | 방영일 ()       |
| 268 - a | 1 - a  | A Place for Pets                 | 애완동물 천국이 된 집게리아   | 2020년 10월 22일 | 2021년 8월 20일 |
| 268 - b | 1 - b  | Lockdown for Love                | 사랑의 감금                   | 2020년 10월 22일 | 2021년 8월 20일 |
| 269 - a | 2 - a  | Under the Small Top              | 벼룩 서커스단의 습격          | 2021년 4월 16일  | 2021년 8월 27일 |
| 269 - b | 2 - b  | Squidward's Sick Daze            | 징징이의 꾀병                 | 2021년 4월 16일  | 2021년 8월 27일 |
| 270 - a | 3 - a  | Goofy Scoopers                   | 밴드 구하기 대작전            | 2022년 2월 25일  | 2023년 1월 17일 |
| 270 - b | 3 - b  | Pat the Dog                      | 뚱이 길들이기                 | 2021년 7월 9일   | 2023년 1월 17일 |
| 271 - a | 4 - a  | Something Narwhal This Way Comes | 남뿔 고래의 습격              | 2021년 11월 19일 | 2023년 1월 17일 |
| 271 - b | 4 - b  | C.H.U.M.S                        | 미끼의 습격                   | 2021년 11월 19일 | 2023년 1월 17일 |
| 272     | 5      | SpongeBob's Road to Christmas    | 산타 할아버지께 선물을!       | 2021년 12월 10일 | 2023년 1월 24일 |
| 273 - a | 6 - a  | Potato Puff                      | 스폰지밥은 연수 중            | 2022년 4월 22일  | 2023년 1월 24일 |
| 273 - b | 6 - b  | There Will Be Grease             | 기적의 기름                   | 2022년 4월 29일  | 2023년 1월 24일 |
| 274 - a | 7 - a  | The Big Bad Bubble Bass          | 버블배스가 바라는 보물        | 2022년 5월 6일   | 2023년 1월 31일 |
| 274 - b | 7 - b  | Sea-Man Sponge Haters Club       | 스폰지밥 미워하는 자들의 모임 | 2022년 5월 6일   | 2023년 1월 31일 |
| 275 - a | 8 - a  | Food PBFFT! Truck                | 찾아가는 집게리아             | 2022년 5월 13일  | 2023년 1월 31일 |
| 275 - b | 8 - b  | Upturn Girls                     | 어서 와, 도시는 처음이지?     | 2022년 5월 13일  | 2023년 1월 31일 |
| 276 - a | 9 - a  | Say Awww!                        | 아~ 귀여워                    | 2022년 5월 20일  | 2023년 2월 7일  |
| 276 - b | 9 - b  | Patrick the Mailman              | 뚱이는 집배원                 | 2022년 5월 20일  | 2023년 2월 7일  |
| 277 - a | 10 - a | Captain Pipsqueak                | 캡틴 찌질이                   | 2022년 7월 22일  | 2023년 2월 7일  |
| 277 - b | 10 - b | Plane to Sea                     | 신나는 비행기 여행            | 2022년 7월 22일  | 2023년 2월 7일  |
| 278 - a | 11 - a | Squidferatu                      | 노스페라투                    | 2022년 10월 14일 | 2023년 2월 14일 |
| 278 - b | 11 - b | Slappy Daze                      | 슬래피의 하루                 | 2022년 10월 14일 | 2023년 2월 14일 |
| 279 - a | 12 - a | Welcome to Binary Bottom         | 로봇 세상, 비키니 시티        | 2023년 1월 13일  | 2023년 2월 14일 |
| 279 - b | 12 - b | You're Going to Pay...Phone      | 저주받은 공중전화             | 2023년 1월 13일  | 2023년 2월 14일 |
| 279 - c | 12 - c | A Skin Wrinkle in Time           | 시공간 여행자, 그랜뚱         | 2023년 1월 13일  | 2023년 2월 14일 |
| 280 - a | 13 - a | Abandon Twits                    | 배 만들기는 어려워            | 2023년 1월 20일  | 2023년 2월 21일 |
| 280 - b | 13 - b | Wallhalla                        | 벽 속 세상, 월할라            | 2023년 1월 20일  | 2023년 2월 21일 |
| 281 - a | 14 - a | Salty Sponge                     | 터프가이 스폰지밥             | 2023년 1월 27일  | 2024년 2월 17일 |
| 281 - b | 14 - b | Karen for Spot                   | 스팟 돌보기                   | 2023년 2월 3일   | 2024년 2월 17일 |
| 282 - a | 15 - a | Arbor Day Disarray               | 악몽이 된 식목일              | 2023년 6월 27일  | 2024년 2월 18일 |
| 282 - b | 15 - b | Ain't That the Tooth             | 이빨요정                      | 2023년 6월 28일  | 2024년 2월 18일 |
| 283 - a | 16 - a | Ma and Pa's Big Hurrah           | 엄마 아빠는 철부지            | 2023년 3월 10일  | 2024년 2월 24일 |
| 283 - b | 16 - b | Yellow Pavement                  | 운전면허를 따고파             | 2023년 3월 17일  | 2024년 2월 24일 |
| 284 - a | 17 - a | The Flower Plot                  | 상냥한 꽃집 사장님            | 2023년 3월 24일  | 2024년 2월 25일 |
| 284 - b | 17 - b | SpongeBob on Parade              | 비키니 시티 퍼레이드          | 2023년 3월 31일  | 2024년 2월 25일 |
| 285 - a | 18 - a | Delivery to Monster Island       | 공포의 몬스터섬               | 2023년 4월 7일   | 2024년 3월 2일  |
| 285 - b | 18 - b | Ride Patrick Ride                | 자전거 타는 뚱이              | 2023년 6월 19일  | 2024년 3월 2일  |
| 286 - a | 19 - a | Hot Crossed Nuts                 | 다람이의 바비큐 도토리        | 2023년 6월 20일  | 2024년 3월 3일  |
| 286 - b | 19 - b | Sir Urchin and Snail Fail        | 성게 선생과 허당 달팽이       | 2023년 6월 21일  | 2024년 3월 3일  |
| 287 - a | 20 - a | Friendiversary                   | 친구된 기념일                 | 2023년 6월 22일  | 2024년 3월 9일  |
| 287 - b | 20 - b | Mandatory Music                  | 음악학교에 간 징징이          | 2023년 6월 26일  | 2024년 3월 9일  |
| 288 - a | 21 - a | Dopey Dick                       | 도피 딕                       | 2023년 6월 29일  | 2024년 3월 10일 |
| 288 - b | 21 - b | Plankton and the Beanstalk       | 플랑크톤과 콩나무             | 2023년 7월 17일  | 2024년 3월 10일 |
| 289 - a | 22 - a | My Friend Patty                  | 내 친구, 게살버거             | 2023년 7월 18일  | 2024년 3월 16일 |
| 289 - b | 22 - b | FUN-Believable                   | 세상에 이런 일이!             | 2023년 7월 19일  | 2024년 3월 16일 |
| 290 - a | 23 - a | Spatula of the Heavens           | 진정한 뒤집개                 | 2023년 7월 20일  | 2024년 3월 17일 |
| 290 - b | 23 - b | Gary's Playhouse                 | 핑핑이의 놀이집               | 2023년 8월 7일   | 2024년 3월 17일 |
| 291 - a | 24 - a | Swimming Fools                   | 수영장에 풍덩                 | 2023년 8월 8일   | 2024년 3월 23일 |
| 291 - b | 24 - b | The Goobfather                   | 아이스크림 전쟁               | 2023년 8월 9일   | 2024년 3월 23일 |
| 292 - a | 25 - a | SquidBird                        | 조개 출입 금지                | 2023년 8월 10일  | 2024년 3월 24일 |
| 292 - b | 25 - b | Allergy Attack!                  | 게살버거 알레르기             | 2023년 10월 30일 | 2024년 3월 24일 |
| 293 - a | 26 - a | Big Top Flop                     | 서커스가 좋아                 | 2023년 10월 31일 | 2024년 3월 30일 |
| 293 - b | 26 - b | Sandy, Help Us!                  | 다람아, 도와줘                | 2023년 11월 1일  | 2024년 3월 30일 |

### 시즌 14
| 회차    | 회차   | 제목                         | 제목                              | 방영일 ()        | 방영일 ()       |
| 전체    | 시즌   | 원제                         | 한국판                            | 방영일 ()        | 방영일 ()       |
| 294 - a | 1 - a  | Single-Celled Defense        | 발바닥은 나의 적!                 | 2023년 11월 2일  | 2025년 5월 13일 |
| 294 - b | 1 - b  | Buff for Puff                | 퍼프를 뺏길 수 없어!              | 2023년 11월 20일 | 2025년 5월 13일 |
| 295 - a | 2 - a  | We ♥ Hoops                   | 사랑해요, 훕스                    | 2023년 11월 21일 | 2025년 5월 13일 |
| 295 - b | 2 - b  | SpongeChovy                  | 멸치떼의 습격                     | 2023년 11월 22일 | 2025년 5월 13일 |
| 296 - a | 3 - a  | BassWard                     | 적과의 1박 2일                    | 2023년 11월 23일 | 2025년 5월 20일 |
| 296 - b | 3 - b  | Squidiot Box                 | 징징이의 상상박스                 | 2024년 2월 12일  | 2025년 5월 20일 |
| 297 - a | 4 - a  | Blood is Thicker Than Grease | 통감자 식당                       | 2024년 7월 15일  | 2025년 5월 20일 |
| 297 - b | 4 - b  | Don't Make Me Laugh          | 웃는 게 웃는 게 아냐              | 2024년 2월 12일  | 2025년 5월 20일 |
| 298 - a | 5 - a  | Momageddon                   | 엄마랑 일하는 날                  | 2024년 2월 14일  | 2025년 5월 27일 |
| 298 - b | 5 - b  | Pet the Rock                 | 뚱이의 반려동물                   | 2024년 2월 14일  | 2025년 5월 27일 |
| 299 - a | 6 - a  | Tango Tangle                 | 탱고 배틀                         | 2024년 2월 20일  | 2025년 5월 27일 |
| 299 - b | 6 - b  | Necro-Nom-Nom-Nom-I-Con      | 마법에 걸린 음식                  | 2024년 2월 26일  | 2025년 5월 27일 |
| 300 - a | 7 - a  | PL-1413                      | 2000년 후 미래세상                | 2024년 7월 15일  | 2025년 6월 3일  |
| 300 - b | 7 - b  | In the Mood to Feud          | 끝없는 부족 전쟁                  | 2024년 7월 16일  | 2025년 6월 3일  |
| 301 - a | 8 - a  | Mooned!                      | 달 해파리 사냥                    | 2024년 7월 17일  | 2025년 6월 3일  |
| 301 - b | 8 - b  | Hysterical History           | 역사는 흐른다                     | 2024년 7월 18일  | 2025년 6월 3일  |
| 302     | 9      | Kreepaway Kamp               | 코랄캠프 동창회                   | 2024년 10월 10일 | 2025년 6월 10일 |
| 303     | 10     | Kreepaway Kamp               | 코랄캠프 동창회                   | 2024년 10월 10일 | 2025년 6월 10일 |
| 304     | 11     | Snow Yellow                  | 백설 스폰지와 일곱 해파리         | 2024년 11월 11일 | 2025년 6월 17일 |
| 305 - a | 12 - a | The Dirty Bubble Bass        | 더티 버블배스                     | 2024년 7월 22일  | 2025년 6월 17일 |
| 305 - b | 12 - b | Sheldon SquarePants          | 스폰지밥, 동생이 생기다           | 2024년 7월 23일  | 2025년 6월 17일 |
| 306     | 13     | Sandy's Country Christmas    | 다람이 가족, 크리스마스를 구하다! | 2024년 12월 2일  | 2025년 6월 24일 |

### 시즌 15
| 회차    | 회차   | 제목                               | 제목   | 방영일 ()        | 방영일 () |
| 전체    | 시즌   | 원제                               | 한국판 | 방영일 ()        | 방영일 () |
| 307 - a | 1 - a  | Sammy Suckerfish                   |        | 2024년 7월 24일  |           |
| 307 - b | 1 - b  | Big League Bob                     |        | 2024년 7월 25일  |           |
| 308 - a | 2 - a  | UpWard                             |        | 2024년 12월 3일  |           |
| 308 - b | 2 - b  | Unidentified Flailing Octopus      |        | 2024년 12월 5일  |           |
| 309 - a | 3 - a  | Bad Luck Bob                       |        | 2024년 12월 9일  |           |
| 309 - b | 3 - b  | The Sandman Cometh                 |        | 2024년 12월 11일 |           |
| 310 - a | 4 - a  | Biscuit Ballyhoo                   |        | 2024년 12월 13일 |           |
| 310 - b | 4 - b  | Student Driver Survivor            |        | 2024년 12월 17일 |           |
| 311 - a | 5 - a  | Wiener Takes All                   |        | 2024년 12월 19일 |           |
| 311 - b | 5 - b  | Stuck in an Elevator               |        | 2024년 12월 24일 |           |
| 312 - a | 6 - a  | Squidness Protection               |        | 2025년 2월 14일  |           |
| 312 - b | 6 - b  | Dome Alone                         |        | 2025년 2월 14일  |           |
| 313 - a | 7 - a  | Wary Gary                          |        | 2025년 2월 21일  |           |
| 313 - b | 7 - b  | Pinned                             |        | 2025년 2월 21일  |           |
| 314 - a | 8 - a  | Jeffy T's Prankwell Emporium       |        | 2025년 2월 28일  |           |
| 314 - b | 8 - b  | A Taste of Plankton                |        | 2025년 2월 28일  |           |
| 315 - a | 9 - a  | Smartificial Intelligence          |        | 2025년 3월 7일   |           |
| 315 - b | 9 - b  | Firehouse Bob                      |        | 2025년 3월 7일   |           |
| 316 - a | 10 - a | Pablum Plankton                    |        | 2025년 3월 14일  |           |
| 316 - b | 10 - b | MuseBob ModelPants                 |        | 2025년 3월 14일  |           |
| 317 - a | 11 - a | Delivery of Doom                   |        | 2025년 6월 6일   |           |
| 317 - b | 11 - b | My Father the Boat                 |        | 2025년 6월 6일   |           |
| 318 - a | 12 - a | Who's Afraid of Mr. Snippers?      |        | 2025년 6월 13일  |           |
| 318 - b | 12 - b | A Fish Called Sandy                |        | 2025년 6월 13일  |           |
| 319 - a | 13 - a | Making Waves                       |        | 2025년 6월 20일  |           |
| 319 - b | 13 - b | Captain Quasar: The Next Iteration |        | 2025년 6월 20일  |           |

### 시즌 16
| 회차    | 회차   | 제목                                    | 제목   | 방영일 ()       | 방영일 () |
| 전체    | 시즌   | 원제                                    | 한국판 | 방영일 ()       | 방영일 () |
| 320 - a | 1 - a  | Bizarro Bottom                          |        |                 |           |
| 320 - b | 1 - b  | Squidward's Tough Break                 |        |                 |           |
| 321 - a | 2 - a  | Curse of the WereDoodle                 |        |                 |           |
| 321 - b | 2 - b  | Gorilla Suit Day                        |        |                 |           |
| 322 - a | 3 - a  | Exchange Student Driver                 |        |                 |           |
| 322 - b | 3 - b  | The Kreepy Krab                         |        |                 |           |
| 323     | 4      | SpongeBob & Patrick's Timeline Twist-up |        | 2025년 6월 27일 |           |
| 324     | 5      | SpongeBob & Patrick's Timeline Twist-up |        | 2025년 6월 27일 |           |
| 325 - a | 6 - a  | Laundro-Madness                         |        |                 |           |
| 325 - b | 6 - b  | Hog Huntin                              |        |                 |           |
| 326 - a | 7 - a  | SpongeBob TrashPants                    |        |                 |           |
| 326 - b | 7 - b  | Krusty Kafeteria                        |        |                 |           |
| 327 - a | 8 - a  | The Haunted Bucket                      |        |                 |           |
| 327 - b | 8 - b  | Go Fetch                                |        |                 |           |
| 328 - a | 9 - a  | Heart of Garbage                        |        |                 |           |
| 328 - b | 9 - b  | Near-Mint Plankton                      |        |                 |           |
| 329 - a | 10 - a | Pardon My Wand                          |        |                 |           |
| 329 - b | 10 - b | Stupor-stition                          |        |                 |           |
| 330     | 11     | Pigskin Pearl                           |        |                 |           |
| 331 - a | 12 - a | The Green Tentacle                      |        |                 |           |
| 331 - b | 12 - b | Happy Krabby Birthday                   |        |                 |           |
| 332 - a | 13 - a | Karate Pals                             |        |                 |           |
| 332 - b | 13 - b | Karen's Klatch                          |        |                 |           |